# Indogermanische Ursprache
Die indogermanische Ursprache (oder: indogermanische Grundsprache bzw. Urindogermanisch, auch indoeuropäische Grundsprache bzw. Urindoeuropäisch) ist die nicht belegte, aber durch sprachwissenschaftliche Methoden erschlossene gemeinsame Vorläuferin der indogermanischen Sprachen. Teilweise ist die Sprache auch als Proto-Indoeuropäisch (PIE) bekannt, im Englischen und in vielen anderen Sprachen ist eine zu dieser Variante analoge Benennung üblich. In jedem Fall ist der Name der Ursprache von dem der Sprachfamilie abgeleitet, der wiederum aus den räumlich am weitesten voneinander entfernten Tochtersprachen abgeleitet wurde (siehe hierzu Indogermanische Sprachen#Bezeichnungen). Die Bezeichnung impliziert ansonsten keine besondere Bedeutung der germanischen und der indoarischen Tochtersprachen.
Es ist eine der bedeutenden Leistungen der Sprachwissenschaftler seit dem Beginn des 19. Jahrhunderts, aus der Untersuchung der Gemeinsamkeiten und der systematischen Unterschiede der indogermanischen Sprachen weitgehend das Vokabular und die grammatische Struktur dieser Ursprache plausibel rekonstruiert zu haben. Bei der Rekonstruktion stützt man sich vor allem auf Gemeinsamkeiten der grammatischen Formen und auf verwandte Wörter (Kognaten). Eine hohe Anzahl an Kognaten weist auf eine Verwandtschaft hin, wenn der zu vergleichende Wortschatz aus dem Grundwortschatz stammt.

## Datierung und Verortung des Urindogermanischen

Mögliche Verbreitung Urindogermanisch um 3500 v. Chr., mit Abspaltung anatolischer Sprachen (vgl. Kurgan-Hypothese).
Jamna/Jamnaja-Kultur: eine Kurgankultur, ev. Trägerin der indogermanischen Ursprache;
Maikop-Kultur, benannt nach Maikop, Russland;
Cucuteni-Tripolje-Kultur: eine Nachfolge der bandkeramischen Kultur;
Vinča-Kultur, benannt nach Vinča bei Belgrad.

Verbreitung, Ausdehnung Jamnaja-Kultur (3600–2300 v. Chr.).
Umliegende Kulturen:
Kelteminar-Kultur (5500–3500 v. Chr.);
Kama-Kultur (5000–3000 v. Chr.);
Maikop-Kultur (4000–3200 v. Chr.);
Grübchenkeramik-Kultur (3500–2000 v. Chr.).

Aufgrund des gemeinsamen Vokabulars der Folgesprachen, wozu zum Beispiel die Wörter für „Rad“, „Achse“ und weitere wichtige Begriffe der Wagenbautechnik gehören (vgl. dazu auch den Abschnitt Wortschatzanalyse), gehen die meisten Forscher von einer Sprachtrennung nicht vor 3400 v. Chr. aus. In diese Zeit datiert die Archäologie die erste gesicherte Benutzung von Rädern, auch im angenommenen Sprachgebiet. Der Grad der Verschiedenheit der in Sprachdenkmälern ab dem zweiten Jahrtausend v. Chr. nachgewiesenen Folgesprachen lässt einen Trennungszeitpunkt nach etwa 3000 v. Chr. nicht mehr plausibel erscheinen.
Die geographischen und zeitlichen Einordnungen dieser Sprache sind unsicher. Die in der Karte rechts abgebildete Darstellung gilt in der Fachwelt als möglich, es wurden aber auch andere Gebiete vorgeschlagen.

## Gemeinsamkeiten der Folgesprachen
Da die indogermanische Ursprache nicht direkt überliefert ist, wurden alle Laute und Wörter durch die vergleichende Methode (Sprachrekonstruktion) erschlossen. Viele Wörter in den heutigen indogermanischen Sprachen stammen durch regelmäßigen Lautwandel von diesen Urwörtern ab. In früheren Formen dieser Sprachen ist das noch wesentlich deutlicher. Auch die grammatikalischen Strukturen der Sprachen zeigen große Übereinstimmungen (vor allem bei den älteren Sprachstufen). Nachdem in der ersten Hälfte des 19. Jahrhunderts Forscher wie Franz Bopp und Jacob Grimm die Gemeinsamkeiten detailliert dargelegt hatten, versuchte August Schleicher 1861 die Rekonstruktion der angenommenen gemeinsamen Wurzel. Seither und bis heute wird diese Rekonstruktion aufgrund neuer Entdeckungen und Analysen fortlaufend revidiert.
August Schleicher folgend, markiert man rekonstruierte Formen mit einem Sternchen (Asterisk): *wódr̥ ‚Wasser‘, *ḱwṓ(n) ‚Hund‘ oder *tréyes ‚drei‘. Zur ersten Illustration der Gemeinsamkeiten soll die folgende Tabelle dienen, die einige Zahlwörter in verschiedenen Folgesprachen und in der indogermanischen Rekonstruktion zeigt. (Die Schreibweise der rekonstruierten Wörter wird weiter unten erklärt.)

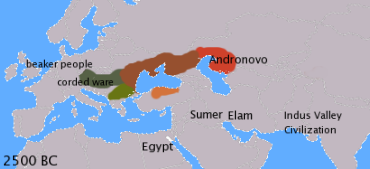
Vermutete Verbreitung indogermanischer Sprachen um 2500 v. Chr.
Corded Ware/Schnurkeramik (3000–2200 v. Chr.);
Beaker People/Glockenbecher (2600–1800 v. Chr.), Gruppen eventuell indogermanisch;
Andronovo-Kultur u. Vorläufer (2300–1000 v. Chr.).

| Zahl | Hethitisch | Griechisch             | Vedisch  | Avestisch | Latein             | Walisisch            | Gotisch | Armenisch | Tocharisch A | Altkirchen- slawisch | Litauisch | Kurdisch | Indogermanisch (rekonstruiert) |
| ---- | ---------- | ---------------------- | -------- | --------- | ------------------ | -------------------- | ------- | --------- | ------------ | -------------------- | --------- | -------- | ------------------------------ |
| 1    |            | heîs (< *hens < *sems) | éka      | aēuua     | ūnus (älter oinos) | un                   | ains    | mi        | sas          | inŭ                  | vienas    | yek      | *oyno-, *oyko-, *sem-          |
| 2    | dān        | dýō (episch)           | dvā́      | duua      | duō                | dau                  | twai    | erkow     | wu           | dŭva                 | dù        | dû       | *d(u)wóh₁                      |
| 3    | teri-      | treîs                  | tráyas   | θrāiiō    | trēs               | tri                  | þreis   | erekʿ     | tre          | trije                | trỹs      | sê       | *tréyes                        |
| 4    | meya-      | téttares (attisch)     | catvā́ras | caθuuārō  | quattuor           | pedwar               | fidwor  | čʿorkʿ    | śtwar        | četyre               | keturì    | çwar     | *kʷetwóres                     |
| 5    |            | pénte                  | páñca    | panca     | quīnque            | pump                 | fimf    | hing      | päñ          | pętĭ                 | penkì     | pênc     | *pénkʷe                        |
| 6    |            | héx                    | ṣáṣ      | xšuuaš    | sex                | chwech               | saíhs   | vecʿ      | ṣäk          | šestĭ                | šešì      | şeş      | *swék̑s                         |
| 7    | sipta-     | heptá                  | saptá    | hapta     | septem             | saith                | sibun   | ewtʿn     | ṣpät         | sedmĭ                | septynì   | hewt     | *septḿ̥                         |
| 8    |            | oktṓ                   | aṣṭā́     | ašta      | octō               | wyth                 | ahtau   | owtʿ      | okät         | osmĭ                 | aštuonì   | heşt     | *ok̑tṓ                          |
| 9    |            | ennéa                  | náva     | nauua     | novem              | naw                  | niun    | inn       | ñu           | devętĭ               | devynì    | nô       | *néwn̥                          |
| 10   |            | déka                   | dáśa     | dasa      | decem              | deg                  | taíhun  | tasn      | śäk          | desętĭ               | dẽšimt    | de       | *dék̑m̥                          |
| 20   |            | wíkati (dorisch)       | vimśatí  | vīsaiti   | vīgintī            | ugain (älter ugeint) | —       | kʿsan     | wiki         | —                    | —         | bîst     | *wi/ī-(d)k̑m̥-t-ī́                |
| 100  |            | hekatón                | śatám    | satəm     | centum             | cant                 | hund    | —         | känt         | sŭto                 | šim̃tas    | sed      | *(d)k̑m̥-tóm                     |

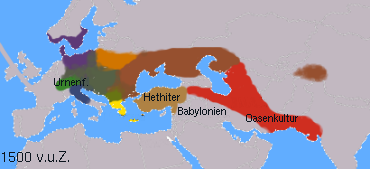
Vermutete Sprachgruppen um 1500 v. Chr.
Oasenkultur (2250–1700 v. Chr.), teils als Trägerin des Ur-Indoiranischen angenommen;
Hethiterreich (1800–700 v. Chr.), Anatolien;
Griechisch, gelb:
Achaier, u. a. Mykene, Tiryns (1600–1000 v. Chr.);
Urnenf.: Urnenfelderkultur (1300–800 v. Chr.).

Nicht nur Wortgleichungen, sondern auch grammatikalische Strukturen zeigen in den indogermanischen Sprachen derartig große Gemeinsamkeiten, dass man von einem gemeinsamen Ursprung dieser Sprachen ausgehen muss. Das Gegenmodell eines Sprachbundes, also einer Gruppe ursprünglich voneinander unabhängiger Sprachen, die sich durch gegenseitige Beeinflussung einander angenähert hätten, wird angesichts der Art der beobachteten Phänomene ausgeschlossen.
Gleichwohl wäre es verfehlt, sich das Urindogermanische als eine einzelne, genau so von einer Gruppe von Menschen gesprochene Sprache vorzustellen. Zum einen ist von Sprachelementen auszugehen, die in keiner der Folgesprachen Spuren hinterlassen haben und daher nicht rekonstruiert werden können, zum anderen ist zu beachten, dass die Rekonstruktion ein räumlich ausgedehntes Dialektkontinuum und einen Zeitraum von vielen Jahrhunderten umfasst.

## Sprachgruppen und ihre ältesten Überlieferungen

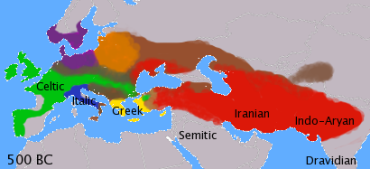
Sprachgruppenverteilung um 500 v. Chr.
Indoarische Gruppen (ab 1500 v. Chr.);
Indoiranische Gruppen (ab 800 v. Chr.);
Greek/Griechisch:
Antike Dorer, Ionier, Äolier (ab 1000 v. Chr.);
Italic/Italisch:
Italiker der Apenninhalbinsel (ab 1000 v. Chr.);
Celtic/Keltisch:
Hallstatt, La Tène (ab 800 v. Chr.) Mitteleuropa;
Gallien, Britannien und Iberien bis Galatien.

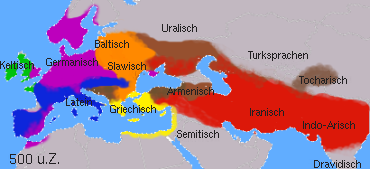
Sprachgruppenverteilung um 500 n. Chr.
Latein (ab 700 v. Chr.) in Italien vorhanden;
romanische Sprachen (ab 300 n. Chr.);
Griechisch/Koine (ab 300 v. Chr.) Ost-Mittelmeer;
Inselkeltische Sprachen (ab 300 n. Chr.);
Germanisch, Lautverschiebung (ab 500 v. Chr.);
Einzelsprachen am Ende der Antike (ca. 500 n. Chr.);
Tocharisch eventuell als zweite Sprache nach dem Anatolischen aus dem Gesamtverband ausgetreten;
im Tarimbecken (ca. 300 n. Chr.) weiterentwickelt;
Armenisch mind. seit dem 10. Jahrhundert vor Christus im Urartäischen/Araratischen Königreich gesprochen;
Schriftsprache in der Antike (ab 400 n. Chr.);
Baltisch, Slawisch verm. Familie (Baltoslawisch);
baltische Gruppen ev. ab Zeitenwende getrennt;
baltische, slawische Sprachen (ca. 600 n. Chr.).

Aus dem Kontinuum der indogermanischen Ursprache gliederten sich zu unterschiedlichen Zeitpunkten einzelne Dialektfamilien aus. Die sprachliche Isolierung lässt sich an Eigenheiten im Lexikon und der Morphologie sowie an spezifischen Lautgesetzen ablesen. Die Rekonstruktion des Urindogermanischen beruht auf Sprachdenkmälern der verschiedenen indogermanischen Sprachgruppen. Naturgemäß sind besonders frühe Sprachdenkmäler von vorrangigem Interesse.
Die Tabelle gibt einen Überblick über die Sprachgruppen aus der Sicht der Beschäftigung mit der Ursprache. Mehr über die Sprachgruppen selbst und ihre Weiterentwicklung findet man in den Einzelartikeln sowie im Hauptartikel Indogermanische Sprachen.
| Sprachgruppe                     | Älteste Überlieferungen | Spätere wichtige Überlieferungen | Frühes Verbreitungsgebiet | Für die Rekonstruktion wichtige Aspekte |
| -------------------------------- | --- | --- | --- | --- |
| Anatolische Sprachen             | Althethitische Keilschrifttafeln aus dem 16. Jahrhundert v. Chr. | - Hethitische Keilschriftdokumente bis ca. 1200 v. Chr. - Kleinere Texte anderer Sprachen in verschiedenen Schriften, z. B. Luwisch, Lydisch oder Palaisch. | Asiatischer Teil der heutigen Türkei.                                                                                               | - Teilweise direkt erhaltene Laryngallaute. - Auffällige grammatikalische Abweichungen von anderen Sprachen, die von manchen als erhaltene archaische Strukturen, von anderen als Innovationen gesehen werden.         |
| Griechische Sprache              | Linear-B-Tontafeln aus dem 2. Jahrtausend v. Chr., die das mykenische Griechisch in kurzen listenartigen Verwaltungstexten dokumentieren. | - Nach der Lücke der dunklen Jahrhunderte im 8. Jahrhundert v. Chr. die im griechischen Alphabet verfassten Epen Homers und etwas später Hesiods. - Klassische und spätere griechische Literatur bis heute. | Griechenland, westliches Kleinasien, Süditalien, Mittelmeerraum.                                                                    | - Tempus-Modus-Aspektsystem des Verbs. - Drei verschiedene vokalische Reflexe der Laryngale. - Ablaut. |
| Indoarische Sprachen             | Der Rigveda ist in Indien vermutlich im späteren 2. Jahrtausend v. Chr. entstanden. Rein mündliche Überlieferung der vedischen Texte bis ins zweite nachchristliche Jahrtausend hinein, aber gute Erhaltung des Sprachstandes wegen hoher religiöser Priorität der unverfälschten Bewahrung des Wortlautes.                                                                             | - Sanskrit ist aus einem dem Vedischen verwandten altindischen Dialekt entstanden. - Von Panini im 5. oder 4. Jahrhundert v. Chr. grammatikalisch fixiert, aber noch nicht aufgeschrieben. - Älteste schriftliche Überlieferungen: mittelindische Inschriften des Ashoka (3. Jahrhundert v. Chr.). - Sanskrit ist in der von Panini festgelegten Form seitdem bis heute Bildungs-, Literatur- und Sakralsprache. | Nordindien. | - Vor Schleichers erster Rekonstruktion wurde Sanskrit in der Forschung als Näherungsmodell der Ursprache verwendet. - Stimmhafte aspirierte Plosive, - Substantivflexion, - Akzent- und Ablautklassen, - Wortwurzeln. |
| Iranische Sprachen               | Das Avestische, die Sprache der religiösen Texte des Zarathustra, wird mit diesen in das 10. Jahrhundert v. Chr. datiert. Diese Texte wurden mündlich überliefert und erst Mitte des ersten nachchristlichen Jahrtausends schriftlich festgehalten. | - Altpersisch wurde unter Darius I. Mitte des 5. Jahrhunderts v. Chr. und seinen Nachfolgern in einem eigens dafür entwickelten (aber dennoch zur Wiedergabe der Sprache wenig geeigneten) Schriftsystem, der altpersischen Keilschrift, in einigen wenigen Inschriften festgehalten. | Gebiet des heutigen Irans, Afghanistans, Tadschikistans und Kurdistans.                                                             | - Kleineres Textkorpus, daher geringere Bedeutung für die Rekonstruktion als beim verwandten Vedischen. - Avestische Befunde als Bestätigung und Korrektiv der vedischen.                                              |
| Italische Sprachen               | Italische Sprachen: Älteste italische Sprachdenkmäler aus dem 6. Jahrhundert v. Chr. in Oskisch, Umbrisch, Faliskisch usw. | - Lateinische Literatur. | Großer Teil des Gebietes des heutigen Italiens.                                                                                     | - Das große Korpus liefert viel Material für die Wortwurzeln und die Morphologie. - Ausgedehnte Innovation in der Syntax erlaubt nur eher indirekte Rückschlüsse.                                                      |
| Keltische Sprachen               | Kurze Texte sind aus der Zeit seit dem 2. Jahrhundert v. Chr. überliefert. | Irisch- und walisisch-sprachige Literatur des Mittelalters, zum Beispiel Ulster-Zyklus, Mabinogion. | Ganz Europa, vom iberischen Raum bis Kleinasien, von den Britischen Inseln bis Norditalien, siehe Liste keltischer Stämme.          | - Die Entdeckung und der Nachweis, dass Keltisch überhaupt zu den indogermanischen Sprachen zählt, ist ein früher Triumph der Indogermanistik.                                                                         |
| Germanische Sprachen             | Nach Namen und kurzen Runentexten ab dem 1. Jahrhundert v. Chr. ist Wulfilas Bibelübersetzung im 4. Jahrhundert ins Gotische das älteste größere germanische Dokument. Eine Anzahl sehr alter germanischer Wörter hat sich in finnischen Lehnwörtern gehalten. | Althochdeutsche, altenglische, altsächsische und altnordische Texte aus der zweiten Hälfte des ersten Jahrtausends n. Chr.; archaische altfriesische Texte noch im frühen zweiten Jahrtausend n. Chr. | Durch die Völkerwanderung in ganz Europa und Nordafrika. Gotische Sprachreste wurden im 16. Jahrhundert auf der Krim aufgezeichnet. | - Die germanischen Sprachen waren traditionell ein von den Indogermanisten stark untersuchtes Forschungsgebiet. - Das Vernersche Gesetz erlaubt direkte Schlüsse auf den indogermanischen Wortakzent.                  |
| Armenische Sprache               | Die ältesten Überlieferungen beginnen mit der Schaffung der armenischen Schrift im Jahr 406. | | Armenien, Armenisches Hochland, östliches und süd-östliches Kleinasien.                                                             | - Gemeinsamkeiten mit dem Griechischen, dem Indoiranischen und dem Phrygischen, insbesondere das Augment. |
| Tocharische Sprachen             | In den beiden tocharischen Sprachen sind vor allem buddhistische Texte in einer Form der Brahmi-Schrift vom 6. Jahrhundert bis zum 8. Jahrhundert überliefert. | | Im heutigen uigurischen Autonomen Gebiet Xinjiang im äußersten Nordwesten Chinas.                                                   | - Revision der Lehre von der Kentum-Satem-Isoglosse. |
| Slawische und baltische Sprachen | Die älteste überlieferte slawische Sprache ist das Altkirchenslawische aus der 2. Hälfte des 9. Jahrhunderts. Die baltischen Sprachen sind erst ab dem 14. Jahrhundert überliefert. Die balto-slawische Hypothese, nach der die slawischen und baltischen Sprachen auf eine gemeinsame Zwischenform zurückgehen, ist weitgehend akzeptiert, wird aber von einigen Forschern bestritten. | | | - Besonders konservative Morphologie. |
| Albanische Sprache               | Die ältesten überlieferten albanischen Texte stammen aus dem 15. Jahrhundert. Zusammenhänge mit der illyrischen Sprache sind mangels ausreichender Belege nicht wirklich erweisbar. | | Das heutige Albanien und Umgebung.                                                                                                  | - Der albanische Wortschatz besteht überwiegend aus Entlehnungen aus dem Lateinischen und Griechischen, aus dem Türkischen, romanischen und süd-slawischen Sprachen, sowie aus einem Mittelmeersubstrat.               |

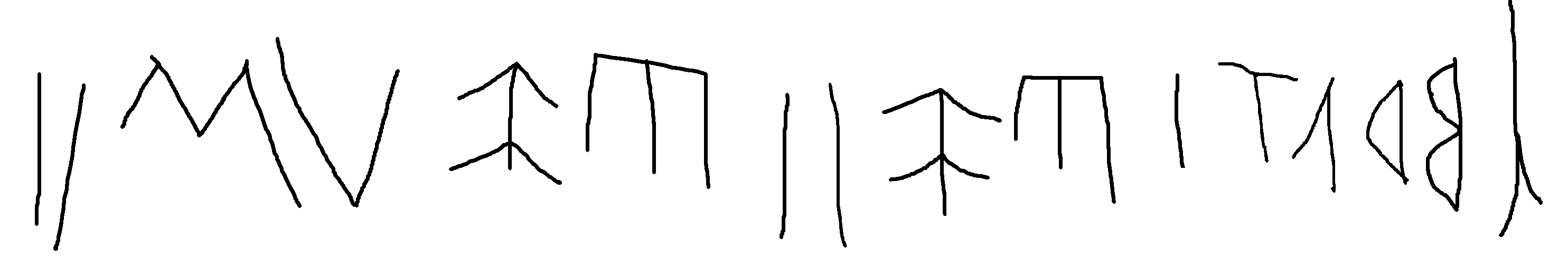
Oskische Inschrift, 5. Jh. v. Chr.
Bruties esum – Ich gehöre Brutus(?); von rechts nach links zu lesen

Daneben gibt es noch einige alte, nur in geringem Umfang überlieferte Einzelsprachen, die sich (meist mangels Materials) keiner der bekannten Gruppen zuordnen lassen, zum Beispiel die in der Mitte des ersten Jahrtausends v. Chr.
gesprochene, in Inschriften in griechischer Schrift überlieferte phrygische Sprache, dann auch Thrakisch, Makedonisch, Illyrisch, Venetisch oder Lusitanisch.

## Typologie
Indogermanisch war eine flektierende Sprache. Vieles deutet darauf hin, dass sich die Flexion erst im Laufe der Zeit in der Sprache entwickelt hat. In den Folgesprachen wurde die Flexion unterschiedlich stark wieder abgebaut – nur wenig in den baltoslawischen Sprachen, am stärksten im Englischen, im Neupersischen und im Afrikaans, die bis auf Flexionsreste stark in die Nähe der isolierenden Sprachen gerückt sind.
Nach W. Lehmann (1974) war der Wortstellungstyp SOV (d. h. das Prädikat stand in Aussagesätzen am Ende des Satzes) mit den typischerweise damit verbundenen Eigenschaften (Postpositionen, vorangestellte Attribute und Relativsätze usw.). In den Folgesprachen haben sich andere Typen entwickelt: VSO im Inselkeltischen, SVO im Romanischen, V2 im Germanischen.
Im Sinne der sogenannten relationalen Typologie war Indogermanisch (wie die meisten heute gesprochenen Sprachen) eine Akkusativsprache. Lehmann nimmt an, dass eine frühere Sprachstufe den Charakter einer Aktivsprache hatte. Viele der modernen indoarischen Sprachen (zum Beispiel Hindi) haben den Typus der Split-Ergativität angenommen.

## Phonologie und Phonetik
Man rekonstruiert für die indogermanische Ursprache die im Folgenden dargestellten Phoneme. Zurückgehend auf Karl Brugmann verwendet man Varianten eines Systems aus lateinischen Buchstaben mit einigen Hoch- und Tiefstellungen sowie diakritischen Zeichen zur schriftlichen Darstellung.

### Konsonanten
|                              | labial | alveolar | palatal | velar | labiovelar | laryngal   |
| ---------------------------- | ------ | -------- | ------- | ----- | ---------- | ---------- |
| stimmlose Plosive            | p      | t        | ḱ       | k     | kʷ         |            |
| stimmhafte Plosive           | b      | d        | ǵ       | g     | gʷ         |            |
| stimmhaft-aspirierte Plosive | bʰ     | dʰ       | ǵʰ      | gʰ    | gʷʰ        |            |
| Nasale                       | m      | n        |         |       |            |            |
| Frikative                    |        | s        |         |       |            | h₁, h₂, h₃ |
| Approximanten                | w      | r, l     | y       |       |            |            |

Die Nasale m und n sowie die Approximanten (Nähelaute) – die Liquiden (Fließlaute) l und r und die Anguste (Engelaute) y und w – werden als Resonanten bezeichnet. Sie besitzen die Fähigkeit, in Umgebung anderer Konsonanten silbisch zu werden. Zwischen Plosiven werden auch die Frikative h₁, h₂, h₃ silbisch (sie erscheinen dann im Griech. als e, a, o, im Indoiran. als i, im Slaw. als o und sonst als a) oder schwinden ganz (ved. pitā́ ‚Vater‘, gegenüber avest. ptā aber Dat. fədrōi).
Der Laut, der nach Brugmann als y notiert wird, wurde (vermutlich) als [⁠j⁠] wie in Deutsch ja, w als [⁠w⁠] in Englisch water ausgesprochen, auch in Diphthongen (Brugmann: ey, aw; IPA [e͡j], [aʊ̯], also wie in engl. paper, dt. Pause). Zur phonetischen Realisierung der Palatale ḱ, ǵ und ǵʰ vgl. [kʲ] (wie in britisch engl. cube), zu der der Labiovelare kʷ, gʷ und gʷʰ vgl. italien. cinque ‚fünf‘ [kʷ] (mit gerundeten Lippen ausgesprochenes k). Die stimmhaften aspirierten Plosive des Indogermanischen kommen in den modernen europäischen Sprachen nicht vor; in indischen Sprachen (z. B. Hindi) sind sie noch erhalten.
Die Bezeichnung „Laryngal“ für die mit h₁, h₂, h₃ bezeichneten Laute wurde historisch ohne eine Basis in der Rekonstruktion gewählt. Es handelt sich um drei unbekannte Laute (manche Forscher schlagen auch vier oder mehr Laryngale vor). Es gibt verschiedene Vermutungen über mögliche Aussprachen dieser Laute (siehe z. B. bei Lehmann oder Meier-Brügger). Die Laryngaltheorie wurde von Ferdinand de Saussure 1878 in die Indogermanistik eingeführt, benötigte aber etwa 100 Jahre, bis sie generell akzeptiert wurde.
Das s war stimmlos ([⁠s⁠]), hatte aber vor stimmhaften Lauten ein stimmhaftes Allophon, z. B. *ni-sd-ó- ‚Nest‘ (eigentlich ‚das Niedersetzen, Niedersitzen‘), phonetisch dann /nizdos/ (vgl. lat. nīdus, dt. Nest).
Die sogenannte Glottalhypothese revidiert dieses klassische Rekonstruktionssystem in Hinblick auf die Verschlusslaute in großem Ausmaß. Die Revision bezieht sich wesentlich auf die Phonetik, also die vermutete Aussprache der Laute; das phonologische System (die Bezüge der Laute zueinander) als Ganzes wird von ihr nicht verändert. Es gibt keine Stimmhaftigkeit und keine Aspiration mehr; anstelle von stimmlos – stimmhaft – stimmhaft aspiriert tritt fortis – glottal – lenis; die Reihe *p *b *bʰ wird dann z. B. mit *p *p' *b (Vennemann; Gamqrelidse u. Iwanow) oder mit *p: *p' *p (Kortlandt) notiert. Anlass für die Glottalhypothese lieferten das seltene Auftreten des Phonems /b/ sowie die ungewöhnliche, unter den Sprachen der Welt praktisch einmalige Konstellation aspirierter stimmhafter Plosive bei Abwesenheit aspirierter stimmloser Plosive. Diese Theorie wird heute noch diskutiert, ist aber nicht die Mehrheitsmeinung der Experten.
Die Rekonstrukten werden meist phonologisch dargestellt. Die teilweise unaussprechlich erscheinenden Konsonantenhäufungen lassen vermuten, dass die Phonetik der Sprache Sprossvokale (z. B. das „Schwa secundum“), Assimilationen und ähnliche Phänomene beinhaltete.

#### Auftreten der Konsonanten
|                              | labial                                              | alveolar                         | palatal                      | velar                              | labiovelar                  | laryngal                                                                                               |
| ---------------------------- | --------------------------------------------------- | -------------------------------- | ---------------------------- | ---------------------------------- | --------------------------- | --- |
| stimmlose Plosive            | *pṓds (Gen. pḗds) ‚Fuß‘                             | *ters- ‚trocknen‘ (vgl. dürr)    | *ḱḗr (Gen. ḱrd-ós) ‚Herz‘    | *leuk- ‚leuchten‘                  | *kʷí-s, *kʷó-d ‚wer?, was?‘ | |
| stimmhafte Plosive           | *bel ‚Kraft‘ (vgl. lat. dēbilis ‚geistig kraftlos‘) | *déḱm̥t ‚zehn‘                    | *ǵenu-s ‚Knie‘               | *h₂eug- ‚vermehren‘ (vgl. wachsen) | *negʷ, *nogʷ ‚nackt‘        | |
| stimmhaft-aspirierte Plosive | *bʰer- ‚tragen‘ (vgl. Bahre)                        | *medʰ-io- ‚mittel‘               | *h₂enǵʰ (einengen)           | *gʰlh₂dʰ- ‚glatt‘                  | *gʷʰer-mo- ‚warm‘           | |
| Nasale                       | *men- ‚denken‘ (vgl. mahnen)                        | *neh₂-s (Gen. nh₂-s-ós) ‚Nase‘   |                              |                                    |                             | |
| Frikative                    |                                                     | *sed- ‚sitzen‘                   |                              |                                    |                             | *h₂ueh₁- ‚wehen‘, *deh₃- ‚geben‘ (vgl. lat. dare), *h₃ep- ‚arbeiten‘ (vgl. lat. opus ‚Werk‘, dt. üben) |
| Approximanten                | *néwo- ‚neu‘                                        | *pró ‚vorwärts‘, *legʰ- ‚liegen‘ | *h₂éy-es ‚Metall‘ (vgl. Erz) |                                    |                             | |

#### Entwicklung der Konsonanten in einigen Folgesprachen
Eines der bekanntesten Beispiele für einen Lautwandel, der von der Ursprache zu den Einzelsprachen geführt hat, ist die Entwicklung der drei Gaumenlaut-Reihen (palatal, velar und labiovelar, früher Gutturale, heute Tektale genannt): In fast allen Folgesprachen sind diese drei Tektalgruppen zu zweien zusammengefallen. Nach der verbreitetsten Theorie wurden in den so genannten Kentumsprachen (nach lat. centum ‚Hundert‘, auch „Labiovelarsprachen“) die Palatale aufgegeben; diese fielen so mit den einfachen Velaren zusammen; die Labiovelare blieben erhalten. Dagegen entfiel in den Satemsprachen (nach avest. satəm, auch „Palatalsprachen“) die Lippenrundung der Labiovelare; diese fielen so mit den einfachen Velaren zusammen; die Palatale blieben erhalten.
Weiter entwickelten sich in den Kentumsprachen die Labiovelare oft zu Labialen (z. B. im Keltischen und teilweise im Griechischen; bisweilen ist nur die Lippenrundung erhalten, z. B. in nhd. w- und ne. wh- im Anlaut der Fragewörter). In den Satemsprachen entwickelte sich aus dem Palatal oft ein Frikativ (z. B. im Urindoiranischen, in den slawischen Sprachen oder im Armenischen).
Vor der Entdeckung der tocharischen Sprachen sah man hier die Nachwirkung zweier indogermanischer Dialektgruppen, Kentum im Westen (Italisch, Keltisch, Germanisch, Griechisch) und Satem im Osten (Baltisch, Slawisch, Indoiranisch, Armenisch). Da aber sowohl das Anatolische als auch die weit östlich lokalisierten tocharischen Sprachen Kentumsprachen sind, geht man heute von unabhängigen Entwicklungen in den einzelnen Sprachgruppen aus. Die Bezeichnung Kentum- oder Satem-Sprache hat also heute nur noch phonologische Bedeutung.
Darüber hinaus erfuhren ja auch die übrigen für die Ursprache erschlossenen Laute mehr oder weniger starke Veränderungen:
Die stimmlosen Plosive blieben in den Folgesprachen weitgehend unverändert, außer im Germanischen und Armenischen, wo Lautverschiebungen hin zu Frikativen und Aspiraten stattfanden. Auch die stimmhaften Plosive erfuhren nur im Germanischen und im Tocharischen Änderungen (sie wurden stimmlos).
Die stimmhaften aspirierten Plosive blieben nur in den indoarischen Sprachen erhalten (meist bis in die Gegenwart) und verloren in den anderen Sprachen meist ihre Aspiration oder ihre Stimmhaftigkeit (so im Griechischen).

### Vokale, Diphthonge, silbische Resonanten und Laryngale

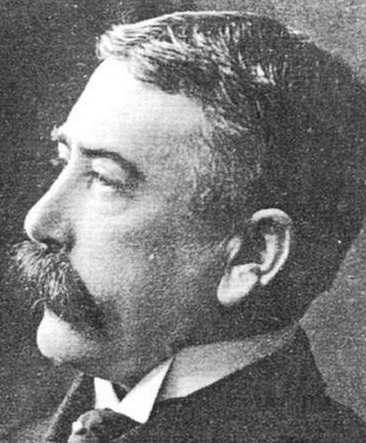
Ferdinand de Saussure erschloss 1878 die Laryngale

Die fünf Vokale /a/, /e/, /i/, /o/, /u/ kamen im Indogermanischen in kurzer und in langer Form vor. (Das lange /iː/ und das lange /uː/ werden von manchen nicht anerkannt, sondern auf Kombinationen der entsprechenden Kurzvokale mit Laryngalen zurückgeführt.) Die Vokale /e/ und /o/ in kurzer und langer Form nehmen hier den weitaus größten Raum ein. Auch die Resonanten /m/, /n/, /r/, /l/, und die Laryngale kamen in vokalischer Verwendung vor. Die entsprechenden Resonanten werden dann oft mit einem kleinen Kreis unter dem Vokal markiert. Beziehungen zwischen Kurz- und Langvokalen, konsonantischen und silbischen Resonanten und Laryngalen ergeben sich morphophonologisch aus Ablautphänomenen.
Die Diphthonge waren /ey/, /oy/, /ay/, /ew/, /ow/, /aw/, und seltener mit Langvokal /ēy/, /ōy/, /āy/, /ēw/, /ōw/, /āw/.
Statt der vielleicht etwas verwirrenden Schreibweise mit den Halbvokalen y und w werden auch die Vollvokalsymbole i und u in der Diphthongbezeichnung verwendet (/ei/, /oi/, /ai/, /eu/, /ou/, /au/); allerdings entstehen so gelegentlich Verwechslungsmöglichkeiten mit Kombinationen zweier Vollvokale. Die hier gewählte Halbvokalschreibweise macht deutlich, dass der Schwerpunkt der Diphthonge immer auf dem ersten Bestandteil lag.
Laryngale blieben nur im Hethitischen direkt erhalten (dort findet man ein ḫ und ein ḫḫ). In den anderen Sprachen finden sich aber Reflexe in benachbarten Vokalen, am deutlichsten im Griechischen, wo /h₁/ zwar auf e keine Wirkung ausübt, aber (durch Umfärbung) /h₂/ ein a und /h₃/ ein o bewirkt haben.

#### Beispiele
*g̑ʰáns ‚Gans‘, *mā-tér ‚Mutter‘ (Anm.: das Wort wird aber auch als *meh₂tḗr rekonstruiert), *nébʰe-l-eh₂ ‚Wolke, Nebel‘, *ph₂tḗr ‚Vater‘, *ni-sd-ó- ‚Nest‘, *weys- (Gen. *wisos) ‚Gift‘ (vgl. avest. vīša), *gʰos-ti- ‚Gast‘, *wédōr ‚Wasser‘, *h₁rudʰ-ró- ‚rot‘, *nú(± n) ‚jetzt, nun‘, *deyk̑- ‚zeigen‘, *h₁óy-nos ‚eins‘, *káykos ‚blind, einäugig‘ (vgl. air. caech, got. háihs, lat. caecus), *téw-te-h₂ ‚Volk‘ (vgl. dt. deutsch), *lówk-o- ‚Lichtung‘ (vgl. lat. lūcus, ahd. lōh), *(s)tawr-o- ‚Stier‘ (vgl. griech. ταῦρος taũros), Dativendung *-ōy (vgl. griech. -ῳ), athematischer Nom.Sg. *dy-ḗw-s in ved. dyáuḥ, griech. Ζεύς Zeus, dazu aus dem Vok.Sg. *dy-éw lat. Iū-(p)piter, davon als Vr̥ddhi-Bildung *dey-w-ós ‚Himmelsgott‘ (lat. deus, dīvus = ved. deváḥ = engl. Tues-day), *(d)k̑m̥t-ó-m ‚hundert‘, Vorsilbe *n̥- (dt. Vorsilbe un-), mr̥-tó- ‚tot‘ (vgl. dt. Mord), ml̥d-ú- ‚weich‘ (vgl. dt. mild).

#### Entwicklung in den Folgesprachen
Die Vokale blieben im Griechischen zunächst unverändert erhalten (bis auf die erwähnte Färbung durch ehemalige Laryngale). Das u (das griechische Ypsilon) wurde allerdings zur Zeit Homers oder kurz danach zu y. Im ionischen und attischen Dialekt wurde das lange ā zu einem ɛ: (griechisches Eta). In späteren Entwicklungen des Griechischen vereinfachte sich das Vokalsystem stark durch Zusammenfall vieler Vokale und Diphthonge, meist zu i (vgl. Itazismus), wobei auch die Unterscheidung zwischen langen und kurzen Vokalen verloren ging. Auch die italischen Sprachen, darunter Latein, erhielten die Vokale.
Im Indoiranischen fielen die Vokale *e, *o und *a zu a zusammen (jeweils in der kurzen und der langen Form).
Im Germanischen wurde der idg. Kurzvokal *o zu a und fiel dadurch mit dem alten *a zusammen; später wurde der indogermanische Langvokal *ā zu ō verdunkelt (ū in Endsilben) und fiel seinerseits mit dem aus der Grundsprache ererbten *ō zusammen.
Urslawisch – Entwicklung der Vokale. Kurzvokale: *e und *o blieben erhalten. *a und *ə fielen mit o zusammen. *i und *u wurden zu den Halbvokalen ь und ъ. Langvokale: *ā und *ī blieben als a und i erhalten. *ō wurde zu a, *ē wurde zu ě, *ū wurde zu y [ɨ].
Diphthonge im Urslawischen. i-Diphthonge: *ai und *oi wurden zu ě, in auslautenden Silben kann i als Vertreter von *oi erscheinen. *ei wurde zu i. u-Diphthonge: *au und *ou fallen zu u zusammen. *eu wird palatalisierendes 'u.
Silbische Resonanten im Urslawischen. *l̩ und *r̩ bleiben erhalten, *m̩ und *n̩ werden zu nasalem ę.
Die Kurzdiphthonge werden im Griechischen fortgesetzt, *ow wurde dabei zu u (aber noch als Diphthong ου geschrieben), *ey (Epsilon + Iota) zu einem langen e: (ebenfalls als Diphthong ει- ei geschrieben). Die Langdiphthonge fielen mit ihren Anfangsvokalen zusammen (in der Schrift ist der ehemalige Diphthongcharakter noch erkennbar im Iota subscriptum: ῳ ῃ). In der Entwicklung zum Neugriechischen hin wurden auch die restlichen Diphthonge monophthongisiert.
Im vedischen Sanskrit wurden die Kurzdiphthonge *ey, *oy und *ay zunächst zu ai, dann zu einem langen e, entsprechend entstand aus *ew, *ow und *aw über au das lange o. (Kurze e und o kommen nicht vor). Aus den Langdiphthongen wurden dann die einfachen Diphthonge ai und au.
Die silbischen Resonanten haben in den meisten Folgesprachen die silbische Eigenschaft verloren. Es entwickelten sich Sprossvokale, die mitunter auch den ursprünglichen Resonanten ganz verdrängten. So wurde die Vorsilbe *n̥- im Lateinischen zu in-, im Germanischen zu un- und im Griechischen und Indoiranischen zu a- (→ Alpha privativum). Das silbische *r̥, auch l̩, hat sich im Indoiranischen und im Slawischen noch erhalten (im Vedischen auch *l̥ mit willkürlicher Verteilung sowohl aus ererbtem *r̥ als auch aus ererbtem *l̥, ebenso im Slawischen *l̩ = l̩), entwickelte aber später ebenfalls einen Sprossvokal i (daher die Aussprache Sanskrit für den Sprachennamen, auf Sanskrit saṃskṛtám ‚zusammengefügt‘ *se/om-s-kʷr̥-tó-m).

### Akzent

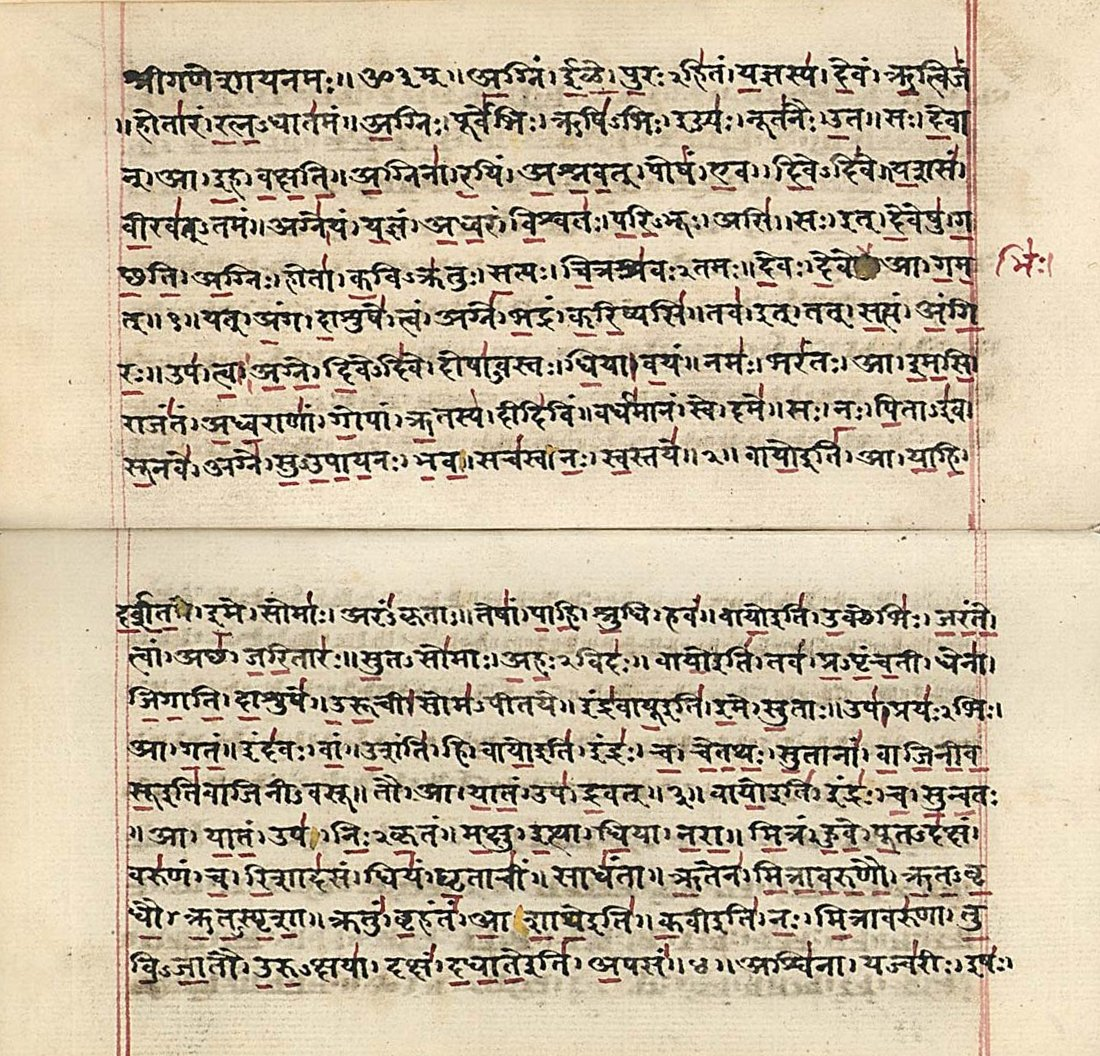
Vedische Handschrift mit Akzentsymbolen (in rot)

Der Wortakzent ist in den Veden und im Griechischen in der Schrift gekennzeichnet. In einigen anderen Sprachen (z. B. vielen slawischen und baltischen Sprachen) hat sich das indogermanische Akzentsystem im Prinzip erhalten. (Viele einzelne Akzente haben sich aber verschoben, systematische Akzentverlagerungen fanden statt, auch kamen zusätzliche Regeln auf, wie die Einschränkung auf die drei letzten Wortsilben im Griechischen.) Dennoch kann man die urindogermanischen Akzente oft nicht sicher rekonstruieren. Ziemlich sicher ist, dass in der Spätphase des Indogermanischen vor der Trennung in die Folgesprachen der Akzent melodisch, nicht dynamisch war. Darüber hinaus war er beweglich, das heißt, dass die Akzentposition pro Wort frei war und nicht festen Regeln (die sich z. B. wie später im Lateinischen aus der Silbenlänge ergaben) unterworfen war.
Die Akzentposition war bedeutungsunterscheidend: griech. ϕόρος phóros < *bʰór-o-s ‚Darbringung‘ : ϕορός phorós < *bʰor-ó-s ‚tragend‘, oder τρόχος tróchos < *dʰrógʰ-o-s ‚Lauf, Laufbahn‘ : τροχός trochós < *dʰrogʰ-ó-s ‚Läufer, Rad‘.
Viele Wörter waren enklitisch: Sie trugen keinen eigenen Akzent, sondern verschmolzen prosodisch mit den davor stehenden Worten. Die finiten Verbformen wiesen die außergewöhnliche Besonderheit auf, dass sie im Hauptsatz enklitisch waren, im Nebensatz aber den Akzent trugen (so durchgängig im Vedischen).
Die Akzentposition hatte vor allem beim Substantiv auch morphologische Bedeutung und diente (neben anderen Mitteln wie Endungen und Ablaut) zur Kennzeichnung der Fälle.
Im Germanischen und im Italischen wurde der mobile Akzent bald durch eine feste Betonung der Anfangssilbe abgelöst. Damit verbunden waren lautliche Veränderungen der unbetonten Vokale, aus denen man heute z. B. Rückschlüsse auf die ursprüngliche indogermanische Akzentposition ziehen kann (Vernersches Gesetz im Germanischen). Im Lateinischen wurde die Anfangsbetonung zum klassischen Latein hin noch einmal durch die heute bekannten Akzentregeln abgelöst; im Germanischen entwickelte sich die Anfangsbetonung zum späteren Prinzip der Stammsilbenbetonung weiter.

## Morphologie und Morphosyntax

### Das Wort
Ein typisches indogermanisches Wort hat einen Aufbau, der in der traditionellen Beschreibung in „Wurzel“, „Suffix“ und „Endung“ zerlegt wird; Wurzel und Suffix gemeinsam heißen Stamm (der traditionell hier verwendete Begriff des Suffixes steht also in einem engeren Sinn als sonst nur für Derivations-Suffixe). „Endungen“ sind mit anderen Worten also Flexionsaffixe, und dementsprechend nur bei flektierbaren Wortarten wie zum Beispiel Substantiven, Verben oder Adjektiven einschlägig.
Eine vergleichbare Bildung im Deutschen ist zum Beispiel in les-bar-e (Texte) zu finden: Die Wurzel „les“, die auch in Lesung, Lese, lesen, leserlich vorkommt, das Suffix „-bar-“, das dem Verbstamm nachfolgt und die Möglichkeit zur Ausführung der jeweiligen Handlung bezeichnet, sowie die Endung „-e“, die hier für den Nominativ Plural steht.
- In der Wurzel ist der lexikalische Bedeutungsgehalt kodiert; sie ist aber nicht auf eine Wortart festgelegt. Wurzeln sind fast immer einsilbig und besitzen in aller Regel den Aufbau Plosiv / Resonant / Frikativ – (± Resonant) – Vokal – (± Resonant) – Plosiv / Resonant / Frikativ. Die „±-Resonanten“ dürfen dabei wegfallen. Bei einer kleineren Anzahl rekonstruierter Wurzeln wird vielleicht Lautsymbolik erkennbar, also die Nachahmung der Handlung mit einer Lautgeste, wie *kap oder *pak̑ ‚ergreifen, schnappen‘, *ses 'schlafen‚ oder *h₁eh₁ ‘hauchen'.

Beispiele für rekonstruierte Wurzeln: *h₁es ‚sein, existieren‘; *ped verbal ‚treten‘, nominal ‚Fuß‘; *gʷem neben *gʷeh₂ ‚einen Schritt tun, kommen‘; *dʰeh₁ 'stellen, setzen, legen‚; *steh₂ ‘sich stellen', *deh₃ ‚geben‘, *bʰer ‚bringen‘, tragen‘ *pekʷ ‚kochen‘, *p(y)eh₃ ‚trinken‘, *melh₂ ‚mahlen‘, *yewg ‚anschirren‘, wekʷ ‚sprechen‘, *mlewh₂ ‚sprechen‘, *bʰeh₂ ‚sprechen‘, *leyp ‚kleben‘ oder *dʰwer 'Tür‚ u. v. a. m. Vereinzelt bestehen Anlaut oder Auslaut auch aus Konsonanten-Kombinationen ohne Resonant, z. B. *h₂ster ‘Stern' oder *sweh₂d ‚süß‘.
- Manchmal sind Wurzelerweiterungen erkennbar, denen auch eine ungefähre Bedeutung zugeschrieben werden kann. Beispiele: *-lo- Verkleinerung (vgl. lateinisch -(u)lu-s, -(u)lu-m), *-ko-, *-iko-, *-isko-: Herkunft, Material (lat. bellum „Krieg“, bellicus „kriegerisch“), althochdeutsch diut-isc zum Volk gehörig (hieraus das heutige Wort Deutsch).

Vorsilben (Präfixe) kamen zunächst nur vereinzelt vor. Ein wichtiges Beispiel ist die Verneinungsvorsilbe *n̥- (siehe Alpha privativum). Ferner gibt es das Augment, ein vorangestelltes *h₁é-, das in Verben die Vergangenheit bezeichnet. Es ist allerdings nur im Griechischen, Armenischen und Indoiranischen belegt.
Reduplikation, nämlich die Verdopplung des Anlautes einer Wortwurzel, kann in einem abstrakten Sinn ebenfalls als Präfix eingeordnet werden. Beispiele sind im Lateinischen: Präsens po-sc-ō ‚ich fordere‘, Wurzel po- (im Lat. in dieser Lautumgebung aus *pr̥k̑-), dazu Perfekt po-po-sc-ī, im Griechischen δί-δω-μι dídōmi ‚ich gebe‘. Die Reduplikation kommt in der Konjugation oft zur Kennzeichnung des Perfekts, aber auch des Präsens vor.
In späteren Sprachstufen kamen Vorsilben durch Komposition mit Präpositionen und Adverbien vermehrt auf; sie blieben meist auch in den Folgesprachen klar vom Wortstamm abgegrenzt, während die Suffixe meist bis zur Unkenntlichkeit mit dem Wortstamm oder der Wortendung verschmolzen sind.

### Ablaut
Wurzel, Suffix und Endung des indogermanischen Wortes waren der Ablautbildung unterworfen. Das Ablautsystem unterschied fünf Stufen:
Die vokallose Nullstufe, die Vollstufen auf *-e- und *-o- und die Dehnstufen auf *-ē- und *-ō-.
|                     |           | Quantitativer Ablaut | Quantitativer Ablaut | Quantitativer Ablaut |
| ------------------- | --------- | -------------------- | -------------------- | -------------------- |
| Dehnstufe           | Vollstufe | Nullstufe            |                      |                      |
| Qualitativer Ablaut | e-Stufe   | ē                    | e                    | Ø                    |
| Qualitativer Ablaut | o-Stufe   | ō                    | o                    | Ø                    |

Andere Vokale entstanden durch sekundäre Bildungen in Verbindung mit diesen fünf Vokalen und Laryngalen, sowie vor allem aus den „Halbvokalen“ *y und *w, die in der Nullstufe zu *i und *u werden. Auch *m, *n, *l und *r und die Laryngale wurden in der Nullstufe zu den silbischen Lauten mit vokalischer Rolle gelängt. Einige elementare *a (z. B. in den Wurzeln *albʰ ‚weiß‘, *kan ‚singen‘, *(h₁)yag̑- ‚verehren‘, *bʰag ‚zuteilen‘, *magʰ 'vermögen‚ oder *gʰayd ‚Ziege‘), ebenso elementare -o-Wurzeln wie *pot ‚mächtig‘, *gʰos 'essen‚ oder *gʷow ‘Rind', dazu vielleicht elementares *ū in *mūs ‚Maus‘, sind bekannt. Andere Grundvokale als *e im Ablaut mit *o sind aber eher selten. Der Wurzel *swād ‚süß‘ liegt sicher *sweh₂d voraus, wie das Tocharische zeigt, wo das Adjektiv in der Nullstufe *suh₂d-ró- vorliegt (*-uh₂- urtocharisch > *-wa-), also lautgesetzlich (*d schwindet vor Konsonant) urtoch. *swarë > toch. B swāre ‚süß‘; die Wurzel *swād ist also kein Beispiel für einen Grundvokal *ā.
Der Ablaut war ein wichtiges Element der Wortbildung (griech. λέγω légō ‚ich spreche‘, λόγος lógos ‚Wort‘), aber auch der Flexion, wo er neben Akzentposition und Endung zur Unterscheidung von zum Beispiel Person, Aspekt, Kasus diente.
Bei wenigen sind alle Ablautstufen belegt; ein solches Beispiel liefert das Verwandtschaftssuffix *-(h₁)ter- im griechischen Wort für „Vater“:
|                     |           | Quantitativer Ablaut                                         | Quantitativer Ablaut            | Quantitativer Ablaut  |
| ------------------- | --------- | ------------------------------------------------------------ | ------------------------------- | --------------------- |
| Dehnstufe           | Vollstufe | Nullstufe                                                    |                                 |                       |
| Qualitativer Ablaut | e-Stufe   | πατήρ patḗr Nom. Sg.                                         | πατέρα patéra Akk. Sg.          | πατρός patrós Gen Sg. |
| Qualitativer Ablaut | o-Stufe   | εὐπάτωρ eupátōr gut als Vater, (Beiname des Mithridates VI.) | εὐπάτορα eupátora dass. im Akk. | πατρός patrós Gen Sg. |

Zwischen Konsonanten und im Anlaut vor Konsonant werden Resonanten und Laryngale in der Nullstufe silbisch, also y > i, w > u, m > m̥, n > n̥, l > l̥, und r > r̥, ein Laryngal wird zu einem Schwa, in der Regel notiert als *ə.
Die Nullstufe ergibt sich häufig bei Diphthongen:
- *trey- ‚drei‘: *tri-tó-s 'der dritte‚
- *k̑weyd- ‘weiß': *k̑wid-ó-s niederländ. niederdt. ‚witt‘
- *g̑ʰew- 'gießen‚: *g̑ʰu-tó-m ‘Gott' (Bedeutung übertragen aus Trankopfer oder Libation)
- *dewk- ‚ziehen‘ : *dúk-s lat. dux ‚Feldherr‘ (Wurzelnomen); *duk-ó-no- (oder *-o-nó-) gezogen

Bei sogenannter ‚Vollstufe II‘ ergibt sich derselbe Effekt:
- *(h₁)yag̑- 'verehren': *(h₁)ig̑-tó- ved. iṣṭá- ‚verehrt‘
- *swep- 'schlafen': *sup-nó-s griech. ὕπνος hýpnos ‚Schlaf‘; hethit. šupp(tt)a(ri) ‚er schläft‘ *sup-ó.

Nicht als Diphthonge bezeichnet werden *em, *en, *el und *er trotz ihres strukturell gleichen Verhaltens:
- *meg̑h₂- 'groß': *m̥g̑h₂-éh₂-m griech. ἄγᾱν ágān ‚sehr‘
- *nés 'wir‚: *ń̥s ‘uns'; ebenso *wés ‚ihr‘: *ús 'euch‚ (Wurzelnomina; dt. ‘euch' zusammengesetzt aus *us + wés + ge)
- *g̑ʰel- ‚gelb‘: *g̑ʰl̥-tó-m 'Gold‚ (Substantivierung durch Akzentverschiebung auf *-l̥- )
- *wert- ‘wenden': *wr̥t-ó-no- (oder *-o-nó-) ge-worden (dt. -d- statt -t- nach dem Präsensstamm)

In den Folgesprachen gab es unterschiedliche Entwicklungen. Im Griechischen findet man alle Stufen vor, im Vedischen sind *e und *o zu a zusammengefallen, so dass nur noch drei quantitative Stufen übrig blieben (in der Sanskritgrammatik als Grundstufe, guṇa und vṛddhi bekannt), die aber noch zahlreicher auftreten als im Griechischen. In den germanischen Sprachen hat sich der Ablaut in den Verben zu der bekannten bunten Vokalvielfalt mit zahlreichen und vor allem im Deutschen immer zahlreicher werdenden Ablautmustern (39 im Neuhochdeutschen) entwickelt.
Nach Rix (1976, S. 33f.) liegt der Ursprung des Ablautes in phonetischen Effekten, die phonologisiert und morphologisiert wurden. Danach folgt die Paradigmenbildung der anerkannten Grundregel *-é- unter Akzent, ‚Null‘ unter Nichtakzent, *-o- wenn *-é- sekundär unter Nichtakzent (vgl. oben Akk. Sg. eupátora ‚gut als Vater, einen guten Vater habend‘). Der Schwierigkeit, dass deshalb der „schwache“ Teilstamm durch die Häufung der Nullstufen schwer aussprechbar wird, begegnet die Sprache dadurch, dass sie teilweise anlautende Konsonanten ganz weglässt (vedisch turī́ya- ‚der vierte‘ ohne anlautendes *kʷ-), sekundäre Sprossvokale bildet (*-e- in glbd. griech. τέταρτος tétartos, *-a- in glbd. lat. quārtus) oder zu den Mitteln þorn oder -n-Infix greift. Zu solchen sekundär zum Zwecke der Ausspracheerleichterung neugestalteten „schwachen“ Teilstämmen können dann – um ein phonologisch und morphologisch stimmiges Paradigma zu erzielen, vgl. oben phonologisiert und morphologisiert – „starke“ Teilstämme wieder neu hinzugebildet werden, die jetzt – allerdings nur scheinbar – der anerkannten Grundregel widersprechen. So wird z. B. der „schwache“ Teilstamm des Wortes ‚Fuß‘, im Gen. Sg. *pd-és, ausspracheerleichtert durch *péd-os und *pod-és, mit neuen „starken“ Teilstämmen (Nom. und Akk. Sg.) *pḗd-s / *péd-m̥ (so lat.; vedisch auch im Akk. Sg. *pḗd-m̥) bzw. (Nom. und Akk. Sg.) *pṓd-s / *pód-m̥ (so griech. und german.) zu einem jeweils lautlich in sich stimmigen Paradigma ergänzt. Die parallele Entwicklung im Verbalparadigma, z. B. bei der Wurzel *h₁ed 'essen', bestätigt diese phonologisch-morphologische Entstehungshypothese: *h₁d- in Zahn (*h₁d-ónt-), *h₁ḗd-ti / h₁éd-(o)nti letztlich in Lateinisch ēst und edunt, *h₁ṓd-mi / h₁od-(é)nti in Armenisch owtem ‚ich esse‘ und im deutschen Kausativum ich ätze *h₁od-é-ye-.
Ähnlich ist es im Deutschen (und in geringerem Maß im Englischen) mit dem vom Ablaut unabhängigen Effekt des Umlautes geschehen (man – men, Mann – Männer, ich laufe, du läufst), der aus einem Vokalharmonieeffekt entstanden ist und später zur Unterscheidung grammatikalischer Formen diente.

### Themavokal
Ein häufiges Suffix, aber ohne fassbare Bedeutung, ist der sogenannte Themavokal *-e-/*-o-. Tritt er zwischen Stamm und Endung, nennt man die entsprechenden Flexionsparadigmen „thematisch“, anderenfalls „athematisch“. Die athematischen Flexionen sind vor allem wegen der lautlichen Effekte zwischen Stamm und Endung komplizierter als die thematischen. Im Laufe der Zeit gingen in den Folgesprachen immer mehr Verben von den athematischen in die thematischen Klassen über. Beim Substantiv ist die thematische Klasse im Lateinischen und Griechischen die o-Deklination. Die athematischen Verben im Griechischen sind die „Verba auf -μι (-mi)“ (zum Beispiel: δίδω-μι dídō-mi ‚ich gebe‘ < *dé-doh₃-mi), im Lateinischen einige wenige unregelmäßigen Verben wie esse ‚sein‘, velle ‚wollen‘ oder īre ‚gehen‘. Die sogenannte „konsonantische“ oder „3. Konjugation“ des Lateinischen (z. B. dīcere ‚sagen‘ *déyk̑-o-) ist nicht etwa athematisch, sondern eine kurzvokalische e-Konjugation im Unterschied zur langvokalischen ē-Konjugation (z. B. monēre ‚mahnen‘ *mon-é-yo-; vgl. im folgenden Text), und die direkte Fortsetzung der indogermanischen thematischen Konjugation.
Nach dem synchronen Rekonstruktionsbefund hält sich der Themavokal *-e-/*-o- nicht an die Ablautregeln und ist auch gegen Schwund in unbetonter Silbe immun. Dem Vorschlag Rasmussens, der Themavokal *-o- trete immer dann auf, wenn die darauffolgenden Laute stimmhaft seien, zum Beispiel *bʰér-e-si ‚du trägst‘, *bʰér-e-ti ‚er trägt‘, aber *bʰér-o-mes ‚wir tragen‘ und *bʰér-o-nti ‚sie tragen‘, stehen zu viele gegenteilige Fälle der Realisierung des Themavokals entgegen, z. B. der Nom. Sg. der thematischen Stämme auf *-o-s (nicht *-o-z) oder der pronominale Genitiv etwa lat. cuius aus *kʷó-syo (nicht *kʷó-zyo). Der Wechsel zwischen *e und *o kann tatsächlich nicht unmittelbar auf Ablaut zurückgeführt werden. Rix (1976) erwägt allerdings zu Recht eine Herleitung des Themavokals im Nomen aus der athematischen Endung des Gen. Sg. *-és (interpretiert als *-é-s und auf die übrigen paradigmatischen Formen übertragen) und im Verbum aus der athematischen Endung der 3. Person Plural *-énti (in gleicher Weise interpretiert als *-é-nti und auf die übrigen paradigmatischen Formen übertragen). Akrostatische und proterokinetische Flexionstypen (zu den Termini vgl. unten 6.4.4.2 Akzent- und Ablautklassen) erzeugten regelhaft die ablautmäßig korrekten Endungen Gen. Sg. *-os und 3. Pl. *-onti, interpretiert als Themavokalvarianten *-o-s und *-o-nti. Beide Varianten wurden dann entsprechend dem rekonstruktionellen Befund im Paradigma verteilt.
Die langvokalischen Konjugationsklassen im Lateinischen haben unterschiedliche Ursprünge. Die lat. ē-Konjugation („2. Konjugation“) besteht aus Wurzelverben (z. B. -plēre ‚füllen‘, nēre ‚spinnen‘), Kausativ-Iterativa auf *-é-ye- (z. B. monēre ‚mahnen‘ *mon-é-ye-, vgl. altindisch mānáyati, oder docēre ‚lehren‘), Stativverben auf *-éh₁-ye- (z. B. sedēre ‚sitzen‘, vidēre ‚sehen‘), Denominativa auf *-é-ye- / *-e-ye- (z. B. fatērī ‚bekennen‘, salvēre ‚gesund sein‘), und Denominativa auf *-és-ye- (z. B. decēre ‚sich ziemen‘ zu decus ‚Zierde‘ oder augēre ‚vermehren‘ zu *h₂éwg-os in lat. augus-tus ‚erhaben‘ und altindisch óyas ‚Kraft‘).
Auch einige Verben der ā-Konjugation („1. Konjugation“) haben ihren Ursprung in Kausativ-Iterativ-Bildungen, wobei (wurzelauslautend) *h₂ folgendes *e zu *a umfärbt, z. B. tonāre ‚donnern‘ *tonh₂-á-ye- < *tonh₂-é-ye- oder domāre ‚zähmen‘ *domh₂-á-ye- < *domh₂-é-ye-. Daneben gibt es ererbte Faktitiva von Adjektiven auf *-éh₂-(ye-) / *-eh₂-(ye-), z. B. novāre ‚erneuern‘ oder aequāre ‚gleichmachen‘. Die Hauptquelle der ā-Konjugation, deren Muster für die Entwicklung der regulären Paradigmata der ā-Konjugation ausschlaggebend war, sind Denominativa auf *-éh₂-ye- / *-eh₂-ye-, die von den Bildungen der Kollektiva ableitbar sind. Auch in der ā-Konjugation gibt es Wurzelverben wie nāre ‚schwimmen‘, flāre ‚blasen‘ oder fārī ‚sprechen‘.
Die Verbalsuffixe *-yé-/-yó- bzw. *-ye-/-yo-, die im Altindischen die 4. Verbalklasse bilden und die auch in anderen indogermanischen Sprachen weit verbreitet sind, führen zur Ausbildung der ī-Konjugation („4. Konjugation“), allerdings nur nach „schwerer“ Silbe (audīre ‚hören‘); nach „leichter“ Silbe werden die entsprechenden Verben in die „3. Konjugation“ eingegliedert (capere ‚ergreifen‘). Zur ī-Konjugation gehören auch Weiterbildungen mit spezieller Semantik, z. B. das Suffix -urīre, das immer die Beabsichtigung einer Handlung ausdrückt: ēsurīre „essen wollen“ d. h. „jemandem ähneln, der isst“ (zu edō ‚essen‘). Diese Muster wurden im Laufe der Entwicklung des Lateinischen verallgemeinert.

### Substantive
Substantive wurden nach Numerus und Kasus flektiert und nach Genus klassifiziert.

#### Numerus
Es gab drei Numeri: Singular, Dual und Plural. Der Dual bezeichnet dabei eine Zweizahl von Objekten. Es wird (vor allem wegen der Abwesenheit des Dual im Hethitischen) angenommen, dass der Dual in früheren Sprachstadien noch nicht vorhanden war und dann über die Bezeichnung natürlicher Paare (zum Beispiel paariger Körperteile) und der an den zwei Personen ich und du orientierten Dialogsituation entstand. In den Folgesprachen ist der Dual fast überall ausgestorben; am längsten hat er sich naheliegenderweise in der Flexion von Wörtern wie „zwei“ oder „beide“ gehalten. Im Vedischen sieht man den Dual als Numerus zur generellen Bezeichnung der Zweizahl, im Griechischen wurde er nur für natürliche Paare verwendet. Auch die altgermanischen Sprachen wie das Gotische, Altnordische oder Althochdeutsche erhalten den Dual noch restehaft. Im Gotischen ist er dabei sogar – wenn auch eingeschränkt – noch in der Verbalflexion vorhanden. Die altnordischen Personalpronomina Nominativ vit, Genitiv okkar, Dativ / Akkusativ okkr „wir beide“ und N. þit, G. ykkar, D. / A. ykkr „ihr beide“ haben entsprechende Pendants u. a. im westsächsischen Dialekt des Altenglischen (wit – uncer – unc – unc; ȝit – incer – inc – inc) und auch Gotischen (wit – *ugkara – ugkis – ugkis; *jut – igqara – igqis – igqis). Im Althochdeutschen ist hingegen nur der Genitiv der ersten Person, unkēr, ein einziges Mal belegt. Formal lebt aber die Formenreihe der 2. Person Dual in einigen deutschen Mundarten (Bairisch und Südwestfälisch), allerdings in pluralischer Bedeutung, weiter (Beispiel: bair. ees – enker – enk – enk). Auch das Isländische hat die Dual-Formenreihe erhalten. Allerdings kam es auch hier zur Umdeutung hin zu Pluralpronomina.
Es wird für die frühe indogermanische Ursprache ein weiterer Numerus zur Bezeichnung von Kollektiven angenommen, also zur Bezeichnung einer Vielheit von Objekten als eine Einheit (etwa „Menschheit“ im Unterschied zu „Menschen“). Als Relikt finden sich im Lateinischen die beiden Pluralformen locī (z. B. ‚Stellen in Büchern‘) und loca (‚Gegend‘) von locus (‚Ort‘), oder im Griechischen κύκλοι kýkloi (‚einzelne Räder‘) und κύκλα kýkla (‚Räderwerk, Satz Räder‘) von κύκλος kýklos (‚Rad‘), wobei loca und κύκλα kýkla jeweils den Kollektiv bezeichnen.

#### Kasus
Ausgehend von den acht Kasus des Vedischen, nimmt man auch acht Kasus für das Urindogermanische an. Diese sind der Nominativ (Subjekt des Satzes), der Vokativ (angeredete oder angerufene Person), der Akkusativ (direktes Objekt des Satzes, Ziel der Bewegung), der Instrumental (Mittel, Werkzeug), der Dativ (indirektes Objekt, Nutznießer), der Ablativ (Ausgangsort der Bewegung, Grund), der Genitiv (nominales Attribut, Zugehörigkeit, Bereich), und der Lokativ (Ort des Gegenstandes, Angabe der Zeit). Ein eventueller neunter Kasus, der Direktiv oder Allativ (Ziel der Bewegung), wird angesichts einiger Spuren im Althethitischen diskutiert.
In den Folgesprachen ist die Anzahl der Kasus zurückgegangen. So fielen zum Beispiel im Lateinischen der Instrumental, der Lokativ (bis auf vereinzelte Spuren) und der Ablativ zu einem einzigen Kasus „Ablativ“ zusammen. Im Slawischen findet man noch sieben Fälle, hier ist der Ablativ mit dem Genitiv verschmolzen.
Einen Sonderfall bilden die beiden tocharischen Sprachen, bei denen die Anzahl der Fälle sogar zugenommen hat. Allerdings gehen nur vier der Fälle auf das Indogermanische zurück; die anderen sind Innovationen, die von agglutinierenden Nachbarsprachen ausgelöst wurden.

#### Genus
Im Indogermanischen gab es drei Genera, Maskulinum, Femininum und Neutrum. Aufgrund des hethitischen Befundes nimmt man an, dass in der Frühphase die Einteilung in Maskulina und Feminina nicht existierte. Stattdessen gab es Animata und Inanimata, also belebte Subjekte und unbelebte Objekte. Aus den Inanimata wurden die Neutra, während sich die Einteilung zunächst der Animata in Maskulina und Feminina vermutlich in Verbindung mit einer Einteilung in männliches und weibliches Geschlecht mit der Zeit bildete.
Die Inanimata (Neutra) konnten nicht Subjekt eines Satzes sein, folglich gab es für sie keinen Nominativ. Dies ist noch in den Folgesprachen bei den Neutra zu beobachten, wo der Akkusativ (bzw. im Hethitischen ein auf den Instrumental zurückgehender Kasus) die Rolle des Nominativs übernimmt.
Es wird angenommen, dass Inanimata nur den Kollektivplural hatten. Eine Spur hiervon wäre das Phänomen des Griechischen, dass bei einem Subjekt im Neutrum Plural das Verb im Singular steht.

#### Deklination

##### Endungsschemata
Die folgende Tabelle zeigt rekonstruierte Endungsschemata einschließlich der charakteristischen Suffixe.
|              | Singular        | Singular        | Singular     | Singular     | Singular            | Singular        | Singular        | Singular        | Singular        |
| Thematisch   | Thematisch      | Athematisch     | Athematisch  | Athematisch  | Athematisch         | Athematisch     | Athematisch     | Athematisch     |                 |
| o-Stämme     | o-Stämme        | Kons.           | Kons.        | eh₂-Stämme   | i-Stämme            | i-Stämme        | u-Stämme        | u-Stämme        |                 |
| m (f)        | n               | m/f             | n            | f            | m/f                 | n               | m/f             | n               |                 |
| ------------ | --------------- | --------------- | ------------ | ------------ | ------------------- | --------------- | --------------- | --------------- | --------------- |
| Nominativ    | -o-s            | -o-m            | -s, -ø       | -ø           | -eh₂-ø              | -i-s            | -ø              | -u-s            | -ø              |
| Vokativ      | -e-ø            | -o-m            | -ø           | -ø           | -eh₂-ø              | -ey-ø           | -ø              | -ew-ø           | -ø              |
| Akkusativ    | -o-m            | -o-m            | -m̥           | -ø           | -eh₂-m              | -i-m            | -ø              | -u-m            | -ø              |
| Instrumental | -o-h₁, -e-h₁    | -o-h₁, -e-h₁    | -(e)h₁       | -(e)h₁       | -eh₂-eh₁            | -i-h₁           | -i-h₁           | -u-h₁           | -u-h₁           |
| Dativ        | -ōy (< -o-ey)   | -ōy (< -o-ey)   | -ey          | -ey          | -eh₂-ey             | -ey-ey          | -ey-ey          | -ew-ey          | -ew-ey          |
| Ablativ      | -ōt             | -ōt             | -s, -es, -os | -s, -es, -os | -eh₂-es, -eh₂-os    | -oy-s           | -oy-s           | -ow-s           | -ow-s           |
| Genitiv      | -o-s(y)o        | -o-s(y)o        | -s, -es, -os | -s, -es, -os | -eh₂-es, -eh₂-os    | -oy-s           | -oy-s           | -ow-s           | -ow-s           |
| Lokativ      | -o-y, -e-y      | -o-y, -e-y      | -i, -ø       | -i, -ø       | -eh₂-i              | -ēy-ø           | -ēy-ø           | -ēw-ø           | -ēw-ø           |
|              |                 |                 |              |              |                     |                 |                 |                 |                 |
|              | Plural          |                 |              |              |                     |                 |                 |                 |                 |
| Thematisch   | Thematisch      | Athematisch     | Athematisch  | Athematisch  | Athematisch         | Athematisch     | Athematisch     | Athematisch     |                 |
| o-Stämme     | o-Stämme        | Kons.           | Kons.        | eh₂-Stämme   | i-Stämme            | i-Stämme        | u-Stämme        | u-Stämme        |                 |
| m (f)        | n               | m/f             | n            | f            | m/f                 | n               | m/f             | n               |                 |
| Nominativ    | -ōs (< -o-es)   | -e-h₂           | -es          | -h̥₂          | -eh₂-es             | -ey-es          | -i-h₂           | -ew-es          | -u-h₂           |
| Vokativ      | -ōs (< -o-es)   | -e-h₂           | -es          | -h̥₂          | -eh₂-es             | -ey-es          | -i-h₂           | -ew-es          | -u-h₂           |
| Akkusativ    | -o-ms           | -e-h₂           | -m̥s          | -h̥₂          | -eh₂-ms             | -i-ms           | -i-h₂           | -u-ms           | -u-h₂           |
| Instrumental | -ō-ys, -o-mis   | -ō-ys, -o-mis   | -bʰis, -mis  | -bʰis, -mis  | -eh₂-bʰis, -eh₂-mis | -i-bʰis, -i-mis | -i-bʰis, -i-mis | -u-bʰis, -u-mis | -u-bʰis, -u-mis |
| Dativ        | -o-bʰos, -o-mos | -o-bʰos, -o-mos | -bʰos, -mos  | -bʰos, -mos  | -eh₂-bʰos, -eh₂-mos | -i-bʰos, -i-mos | -i-bʰos, -i-mos | -u-bʰos, -u-mos | -u-bʰos, -u-mos |
| Ablativ      | -o-bʰos, -o-mos | -o-bʰos, -o-mos | -bʰos, -mos  | -bʰos, -mos  | -eh₂-bʰos, -eh₂-mos | -i-bʰos, -i-mos | -i-bʰos, -i-mos | -u-bʰos, -u-mos | -u-bʰos, -u-mos |
| Genitiv      | -ōm (< o-om)    | -ōm (< o-om)    | -om          | -om          | -eh₂-om             | -y-om           | -y-om           | -w-om           | -w-om           |
| Lokativ      | -oysu           | -oysu           | -su          | -su          | -eh₂-su             | -i-su           | -i-su           | -u-su           | -u-su           |

Über den Dual kann kaum eine Aussage gemacht werden, außer dass die Endung im Nominativ/Vokativ/Akkusativ *-h₁ oder *-e gewesen sein dürfte.
Die *-i- und *-u-Stämme verhalten sich wie andere athematische Substantive auch und bilden noch keine eigentlichen eigenen Deklinationsklassen. In vielen Folgesprachen haben sie allerdings durch Lautverschmelzungen und Analogiebildungen ein Eigenleben entwickelt.
Bei der thematischen (*-o-)Deklination haben sich die Endungssätze über die Zeit hin mehr und mehr von den athematischen Endungen entfernt. Auffällig ist das Genitiv-ī im Lateinischen und Keltischen, das zu der (heute verworfenen) Annahme einer italo-keltischen Untergruppe der Indogermanischen Sprachen geführt hat.
Die (athematischen) *-eh₂-Feminina sind der Ursprung der ā-Deklinationen der verschiedenen Folgesprachen (im Vedischen ist die thematische *o-Deklination zu der hiermit nicht zu verwechselnden a-Deklination geworden, die Feminina enden auf langem ā). Da diese Stämme oft die weiblichen Versionen männlicher Wörter der *o-Stämme bilden, kam es zu Angleichungen der Endungsschemata in den Folgesprachen. Eine Variante der *-eh₂-Feminina sind die *-yeh₂-Feminina, die zu der großen Gruppe der -ī́-Feminina (z. B. devī́ ‚Göttin‘) im Vedischen geführt hat.
Die lateinischen maskulinen Berufsbezeichnungen auf -a (poēta ‚Dichter‘, agricola ‚Bauer‘, nauta ‚Matrose‘, scrība ‚Schreiber‘) folgen durchweg dem Deklinationsschema der ā-Deklination, ebenso viele männliche Personennamen (z. B. Sulla, Cinna, Catilīna oder Caligula). Im Griechischen jedoch erhalten solche Berufsbezeichnungen und Personennamen im Nom. Sg. zusätzlich ein -s und übernehmen im Gen. Sg. die Endung -ou aus der -o-Deklination, z. B. οἰκέτης oikétēs ‚Diener‘, πολίτης polítēs ‚Bürger‘, δικαστής dikastḗs ‚Richter‘ bzw. Αἰνείᾱς Aineíās, Λεωνίδᾱς Leōnídās oder Ἀτρείδης Atreídēs.

##### Akzent- und Ablautklassen
Zusätzlich zu den Endungen werden die Kasus der athematischen Substantive durch die Position des Akzents und die Ablautstufe der Elemente Wurzel, Suffix und Endung markiert. Dieses ältere System ist im Vedischen und im Griechischen noch deutlich, im Lateinischen noch ansatzweise im Unterschied zwischen Nominativstamm und dem Stamm der anderen Kasus in der konsonantischen Deklination (zum Beispiel Lat. nomen, nominis) erkennbar.
Hierzu wird zwischen starken Kasus und schwachen Kasus unterschieden. Die starken Kasus sind Nominativ, Vokativ und Akkusativ im Singular und Dual, Nominativ und Vokativ im Plural; alle anderen Kasus sind schwach. Der Lokativ Singular ist meist (und wohl ursprünglich) stark; er kann aber auch als schwacher Kasus auftreten. Die vier hauptsächlichen Deklinationsklassen werden als akrostatisch, proterokinetisch, hysterokinetisch und amphikinetisch bezeichnet. Statt -kinetisch wird auch der Terminus -dynamisch verwendet; es gibt auch weitere Deklinationsklassen wie z. B. mesostatisch. Die folgende Tabelle enthält typische Beispiele.
|                | akrostatisch                                            | akrostatisch                                                         | akrostatisch                      |                                                 | proterokinetisch                                              | proterokinetisch                  | proterokinetisch |
| Wurzel         | Suffix                                                  | Endung                                                               | Wurzel                            | Suffix                                          | Endung                                                        |                                   |                  |
| -------------- | ------------------------------------------------------- | -------------------------------------------------------------------- | --------------------------------- | ----------------------------------------------- | ------------------------------------------------------------- | --------------------------------- | ---------------- |
| starke Kasus   | Akzent *é-Stufe *h₂éw-i-s (lat. avis ‚Vogel‘)           |                                                                      |                                   | Akzent *é-Stufe *péh₂-wr̥ (heth. paḫḫur ‚Feuer‘) |                                                               |                                   |                  |
| schwache Kasus | Akzent *é-Stufe *h₂éw-i-s (Gen. lat. avis ‚des Vogels‘) |                                                                      |                                   |                                                 | Akzent *é-Stufe ph₂-wén-s (Gen. heth. paḫḫuenaš ‚des Feuers‘) |                                   |                  |
|                |                                                         |                                                                      |                                   |                                                 |                                                               |                                   |                  |
|                | hysterokinetisch                                        | hysterokinetisch                                                     | hysterokinetisch                  |                                                 | amphikinetisch                                                | amphikinetisch                    | amphikinetisch   |
| Wurzel         | Suffix                                                  | Endung                                                               | Wurzel                            | Suffix                                          | Endung                                                        |                                   |                  |
| starke Kasus   |                                                         | Akzent *é-Stufe (Akk.Sg.; Nom.Sg. mit *ḗ-Stufe) *ph₂-tér-m̥ ('Vater‚) |                                   | Akzent *é-Stufe *h₂éws-ōs (‘Morgenröte')        | *ō-Stufe (Nom.Sg.) *o-Stufe (Akk.Sg.)                         |                                   |                  |
| schwache Kasus |                                                         |                                                                      | Akzent *é-Stufe *ph₂-tr-és (Gen.) |                                                 |                                                               | Akzent *é-Stufe *h₂us-s-és (Gen.) |                  |

Die leeren Felder bezeichnen die unbetonte Nullstufe.
Eine besonders häufige Deklinationsklasse ist die mesostatische (Akzent sowohl im „starken“ als auch im „schwachen“ Teilstamm durchgehend auf dem Suffix), z. B. ai. matíḥ, Gen. matéḥ ‚Gedanke‘ *mn̥-tí-s, Gen. mn̥-téy-s, oder ai. víḥ, Gen. véḥ ‚Vogel‘ *h₂w-í-s, Gen. *h₂w-éy-s (vgl. auch im folgenden Abschnitt die Beispiele für Wurzelnomina). Die Deklinationsklasse gilt als produktive Bildung und daher nur in Einzelfällen als archaisch.
Bei den sogenannten Wurzelnomina steht die Wurzel in der Nullstufe, trägt aber den Akzent (z. B. lat. nix ‚Schnee‘ *snígʷʰ-s, dt. Burg *bʰŕ̥g̑ʰ-s). Sie haben häufig ein ebenfalls in der Nullstufe stehendes Suffix (z. B. lat. portus *pr̥-tú-s ‚Hafen‘ mit -tú-Suffix, dt. Ge-burt *bʰr̥-tí-s mit -tí-Suffix), das dann gewöhnlich den Akzent trägt. Sie kommen mit (meso-)statischem (wenn das Suffix im „schwachen“ Teilstamm in der akzentuierten -é- oder -ó-Stufe steht, z. B. Gen.Sg. ‚des Hafens‘ *pr̥-téw-s, der Ge-burt *bʰr̥-tóy-s) und mobilem (= amphikinetischen, wenn im „schwachen“ Teilstamm die Endung betont ist, z. B. Gen.Sg. ‚des Schnees‘ *snigʷʰ-és, der Burg *bʰr̥g̑ʰ-és) Akzent vor.

### Adjektive
Adjektive wurden wie die Substantive nach Numerus und Kasus, aber anders als diese auch nach Genus dekliniert. Die Formen sind dabei dieselben wie die der Substantive (und ein Adjektiv konnte auch als Substantiv verwendet werden). Die Großzahl der Adjektive folgt im Maskulinum und Neutrum der *o-Deklination, im Femininum der *eh₂- oder *yeh₂-Deklination. Auch *i- und *u- oder konsonantisch-stämmige Adjektive kamen vor; das Femininum wurde manchmal durch das *yeh₂-Suffix, manchmal gar nicht gesondert bezeichnet.
Adjektive können zusätzlich gesteigert werden. Der Komparativ wird durch das amphikinetische Suffix *-yos (Ablautformen *-yōs *-is) (latein. maior ‚größer‘) oder das thematische Suffix *-tero- (griech. σοφώτερος sophṓteros ‚weiser‘) bezeichnet. Der Superlativ hat die Suffixe *-(m̥)mo- (latein. minimus ‚der kleinste‘) oder *-is-to- (griech. μέγιστος mégistos ‚der größte‘). Die latein. Superlativendung -issimus geht auf eine Kombination des Komparativsuffix *-is- mit dem Superlativsuffix *-(m̥)mo- zurück.

### Pronomina
Die Rekonstruktion der verschiedenen Formen der Pronomina ist nur unvollständig möglich.

#### Personalpronomina
Die Personalpronomina der ersten und zweiten Person (für die dritte Person siehe unter Demonstrativpronomina) hatten keine Genusunterscheidung. Es gab Singular, Dual und Plural; dabei muss aber beachtet werden, dass „wir“ nicht in genau demselben Sinne der Plural von „ich“ ist wie „Personen“ der Plural von „Person“, da die Rollen des Sprechers und des Angesprochenen sich nicht ohne weiteres in diese Kategorien einbeziehen lassen. Entsprechend gibt es auch im Singular ganz andere Wortwurzeln als im Plural.
Die Personalpronomina hatten jeweils eine betonte und eine enklitische Form. Im Griechischen und Indoiranischen hat sich diese Unterscheidung gehalten; in anderen Folgesprachen hat sich der Formenbestand der beiden Typen vermischt. Die enklitische Form kam nicht in allen Kasus vor.
|           | ich             | ich    | du             | du      | wir   | wir    | ihr   | ihr |
| betont    | enkl.           | betont | enkl.          | betont  | enkl. | betont | enkl. |     |
| --------- | --------------- | ------ | -------------- | ------- | ----- | ------ | ----- | --- |
| Nominativ | eg̑óh₂, eg̑h₂óm   | –      | tú(h₂)         | –       | wéys  | –      | yúhs  | –   |
| Akkusativ | mḗ              | me     | tḗ             | te, twe | n̥smé  | nos    | usmé  | wos |
| Dativ     | meg̑ʰey, meg̑ʰyom | moy    | tebʰey tebʰyom | toy     | n̥sméy | ?      | usméy | ?   |
| Genitiv   | méne            | moy    | téwe           | toy     | n̥sóm  | ?      | usóm  | ?   |

#### Reflexivpronomen
Vom Reflexivpronomen *swe/*se lassen sich die Dativform *soj und der enklitische Akkusativ *se rekonstruieren.

#### Demonstrativpronomina
Wie auch in den modernen Sprachen gab es verschiedene Demonstrativpronomina, die verschiedene Arten bzw. Grade der Demonstrativität ausdrückten (Vgl. er, dieser, jener, derselbe).
Das Pronomen *só/*séh₂/*tó- (‚er‘/'sie‚/‘es') wurde – in attributiver Verwendung – auch Ausgangspunkt des bestimmten Artikels im Griechischen, in gewissem Sinne auch im Vedischen, viel später auch im Deutschen. Die hier dargestellten Formen sind hauptsächlich aufgrund des vedischen Bestands rekonstruiert:
|      | Singular  | Singular  | Singular     | Plural     | Plural     | Plural      |
| m    | n         | f         | m            | n          | f          |             |
| ---- | --------- | --------- | ------------ | ---------- | ---------- | ----------- |
| Nom. | só        | tó-d      | sé-h₂, sí-h₂ | tó-y       | té-h₂      | té-h₂-s     |
| Akk. | tó-m      | tó-d      | té-h₂-m      | tó-m-s     | té-h₂      | té-h₂-m-s   |
| Dat. | tó-smo-ey | tó-smo-ey | tó-sye-h₂-ey | tó-y-bʰyos | tó-y-bʰyos | té-h₂-bʰyos |
| Abl. | tó-smo-et | tó-smo-et | tó-sye-h₂-s  | tó-y-bʰyos | tó-y-bʰyos | té-h₂-bʰyos |
| Gen. | tó-syo    | tó-syo    | tó-sye-h₂-s  | tó-y-sōm   | tó-y-sōm   | té-h₂-sōm   |
| Lok. | tó-smin   | tó-smin   | tó-sye-h₂-m  | tó-y-su    | tó-y-su    | té-h₂-su    |

Dieses Pronomen findet man zum Beispiel im deutschen das, im griechischen Artikel ὁ ho, ἡ hē, τó tó, und im vedischen Pronomen sá, sā́, tád.
Ein zweites Demonstrativpronomen *i- (Ablaut *ey-) entspricht dem lateinischen is, ea, id, Sanskrit ayám, iyám, idám.

#### Interrogativ-, Indefinit-, Relativpronomina
Als Fragepronomen wird substantivisch *kʷí- (*kʷí-s lat. Nom. mask. fem. quis? ‚wer‘ = griech. τίς tís, *kʷí-d lat. Nom. Akk. neutr. quid? ‚was?‘ = griech. τί tí) und adjektivisch *kʷó- rekonstruiert. Daraus, dass das Fragepronomen eine eigene Form für das Neutrum, aber keine Genusunterscheidung zwischen Maskulinum und Femininum kennt, schließt man auf das hohe Alter dieser Formen. Allerdings kennt das Vedische den Stamm *kʷí- nur in einer einzigen Form, nämlich den Nom. Akk. neutr. kím? ‚was?‘; die übrigen Formen (die dann in kád? = kím? ‚was?‘ ein alternatives Neutrum haben) gehen exakt wie das Demonstrativpronomen tá-.
In enklitischer Form hatten die Fragepronomina indefinite Bedeutung („wer auch immer“).
Das Relativpronomen geht ebenfalls auf das Fragepronomen zurück und entwickelt z. T. eigene Formen. Ein weiterer Relativstamm war *yo-, eventuell mit einleitendem Laryngal (h₁); dieser ist im Sanskrit als Relativpronomen yád, im Griechischen als ὁ, im Keltischen als yo bekannt.
Interrogativpronomina und Relativpronomina lassen sich rekonstruktionell umfassend dadurch darstellen, dass man fürs Interrogativpronomen in der oben stehenden Tabelle des Demonstrativpronomens *t- durch *kʷ- und fürs Relativpronomen *t- durch *(h₁)y- ersetzt. Es gibt aber im Interrogativpronomen die erwähnten, offenbar älteren „Zusatzformen“ vom Pronominalstamm *kʷí-. Besonders interessant scheint in diesem Zusammenhang die Instrumentalbildung *kʷí-h₁, die bis heute in lat. quī? ‚wie?‘ und engl. why? ‚warum?‘ erhalten ist.
|        | Singular   | Singular   | Plural  | Plural |
| m/f    | n          | m/f        | n       |        |
| ------ | ---------- | ---------- | ------- | ------ |
| Nom.   | kʷí-s      | kʷí-d      | kʷéy-es | kʷí-h₂ |
| Akk.   | kʷí-m      | kʷí-d      |         | kʷí-h₂ |
| Instr. | kʷí-h₁     | kʷí-h₁     |         |        |
| Dat.   | kʷó-smo-ey | kʷé-smo-ey |         |        |
| Gen.   | kʷó-syo    | kʷé-syo    |         |        |

#### Weitere pronomiale Bildungen
Es wurden dem Possessivpronomen entsprechende Adjektive rekonstruiert. Der Genitiv des Personal- bzw. Demonstrativpronomens übernimmt aber meist diese Funktion. Weitere Wörter (ein anderer, keiner, die Zahlwörter etc.) passen von der Rolle wie der Flexion her in das System der Pronomina.

### Verben
Das indogermanische Verb wurde nach Numerus, Person, Aspekt, Tempus/Modus und Diathese flektiert. Zusätzlich gab es mehr oder weniger produktive Verfahren, die (meist durch ein geeignetes Suffix) die Bildung neuer abgeleiteter Verben (zum Beispiel Kausativ, Desiderativ) ermöglichten. Andere Suffixe erlaubten die Bildung von Verben aus Substantiven/Adjektiven (Denominativ) oder umgekehrt die Bildung von Adjektiven/Substantiven aus Verben (Partizip, Gerundivum, Gerundium usw.).
Es wird angenommen, dass in einer Vorform des Indogermanischen die Suffixe für Tempus, Aspekt, Aktionsart etc. freier miteinander kombinierbar waren, sodass nicht zwischen Wortbildung und Flexion getrennt werden kann. Daraus entwickelte sich das „klassische“ indogermanische Verbalsystem, das in seiner vollen Ausprägung vor allem im Griechischen und im Indoiranischen feststellbar ist. In manchen Folgesprachen (zum Beispiel Latein, entfernter schon Germanisch) kann man einen späteren Umbau dieses Systems feststellen, im Fall des Hethitischen geht man eher davon aus, dass sich das klassische System erst nach der Abspaltung der Sprache entwickelt hat.
Numerus und Person entsprechen dem, was aus modernen indogermanischen Sprachen bekannt ist, wobei natürlich der Numerus des Duals dazu kommt.

#### Aspekt
Die wichtigste Kategorie des indogermanischen Verbs ist nicht etwa das Tempus (wie die Bezeichnung „Zeitwort“ für „Verb“ vermuten lassen könnte), sondern der Aspekt. Der Aspekt drückt die zeitliche Haltung des Sprechers zum berichteten Ablauf aus: der perfektive Aspekt sieht den gesamten Handlungsablauf in seiner Einordnung in den Berichtsablauf („abgeschlossene Handlung“), im imperfektiven Aspekt liegt der berichtete Zeitpunkt innerhalb des Handlungsablaufs, und im resultativen Aspekt ist der Bericht auf das Ergebnis des Ablaufs konzentriert.
Den drei Aspekten entsprechen die indogermanischen Formengruppen Präsens (imperfektiv), Aorist (perfektiv), und Perfekt (resultativ); (die Bezeichnung „Tempus“ sollte hier vermieden werden). Das Perfekt nimmt allerdings aufgrund seiner Entstehungsgeschichte (vgl. im Folgenden die Erklärung der Faktiv-Endungen des Plusquamperfekts sowie die Perfekt-Medium-Darstellung im Abschnitt Das Verb in den Folgesprachen: Griechisch) eine Sonderstellung ein. Zur Entwicklung der spezifischen semantischen Besonderheiten der Aspekte vgl. die Ausführungen im folgenden Absatz Tempus/Modus.
Man vermutet, dass es in einer früheren Sprachstufe zwei Arten von Verben (bzw. eigentlich zwei verschiedene Wortarten) gab: die Faktivverben und die Stativverben. Die Faktivverben denotieren einmalige Ereignisse und Handlungen, die Stativverben längerfristige Zustände. Die Faktivverben sind transitiv, die Stativverben intransitiv. Es gibt Spekulationen, die die Faktivverben mit den animaten Substantiven, die Stativverben mit den inanimaten Substantiven in Verbindung bringen. Die Faktivverben haben den Formen- und Endungsbestand des späteren Präsens und Aorists (ohne Medium), die Stativverben haben den Formen- und Endungsbestand des späteren Stativs und Mediums. Das spätere Perfekt hat den Formenbestand der Faktivverben und den Endungsbestand der Stativverben.
Abweichungen von der Zuordnung Faktivverben : Faktivendungen und Stativverben : Stativendungen sind zahlenmäßig selten; sie betreffen aber wichtige Einzelverben, Tempora und Verbalgruppen, z. B. einerseits (Stativverben mit Faktivendungen) lat. est ‚ist‘, it ‚geht‘ oder fit ‚wird‘ (im Lat. aber Semideponens) oder die griech. Passivaoriste, andererseits (Faktivverben mit Stativendungen) transitive Deponentien wie ved. sácate = griech. ἕπεται hépetai = lat. sequitur ‚folgt‘, oder den Singular der hethit. ḫi-Verben. Diese sind Semideponentien mit einer einzigartigen, aber in dieser Einzelsprache regelhaft grammatikalisierten Verteilung der Faktiv- und Stativendungen. Durch diese Grammatikalisierung kommt es zu der erstaunlichen Erscheinung, dass ausgerechnet die hethit. Faktitiva ḫi-Verben sind.
In visionärer Weise identifizierte Pedersen bereits 1933 die Faktivverben bzw. die Stativverben in ihren für die Erkenntnis der verbalen Verhältnisse in der indogermanischen Ursprache eminent wichtigen Eigenschaften und versah sie mit dem Terminus mi-Konjugation bzw. H-Konjugation. Eine allgemeinere, aber aussagekräftige Bezeichnung ist Uraktiv bzw. Urmedium.
Morphologisch wird der Aspekt durch die Bildung separater Stämme für Präsens, Aorist und Perfekt aus der Wortwurzel ausgedrückt. Die Bildungsverfahren sind verschiedene Kombinationen von Ablautstufen, Reduplikation und speziellen Suffixen. Das Perfekt zeichnet sich darüber hinaus durch einen separaten Satz von Endungen aus.

#### Tempus/Modus
Innerhalb einer Aspektgruppe (im Perfekt aber nicht voll ausgebildet) gibt es fünf Tempus/Modus-Kategorien: Die Gegenwart (fehlt in der Aoristgruppe aus logischen Gründen, da ein gegenwärtiger Ablauf noch nicht vollständig ist), die Vergangenheit, den Konjunktiv (der die Zukunft oder die Absicht bezeichnete), den Optativ (Wunsch, Möglichkeit), den Imperativ (Befehl, nicht in der ersten Person).
Zur Kennzeichnung dienten
- die Endungssätze:
  - die sogenannten primären oder hīc-et-nunc-Endungen für Gegenwart und Konjunktiv,
  - die sekundären Endungen für Vergangenheit und Optativ,
  - ein spezieller Endungssatz für den Imperativ;
- das Augment zur Kennzeichnung der Vergangenheit (wird als rein griechisch-armenisch-indoiranische Besonderheit angesehen);
- spezielle Suffixe:
  - *-e-/*-o- bzw. *-é-/*-ó- (der Themavokal) für den Konjunktiv,
  - *-yéh₁-/*-ih₁- für den Optativ.

An Stelle des sprachtypologisch nicht möglichen „Aorists der Gegenwart“ steht der Injunktiv, d. h. ein augmentloser Aorist, der eine außerzeitliche Betrachtung des aoristischen Sachverhalts darstellt, d. h. eine Handlung mit „Zeitdauer Null“ (entspricht dem perfektiven Aspekt). Diese Handlung kann nicht sprachwirklich dargestellt werden, da die Aussage eine längere Zeitdauer erfordert als die Handlung (z. B. der Ballon platzt). Die jeweilige Verbalform kann somit nicht die Gegenwart ausdrücken; sie kann entsprechend keine Primärendungen haben. Sprachwirkliche Darstellungen des aoristischen Sachverhalts sind hingegen in den Vergangenheitstempora, im Futur und in den Modi möglich (der Ballon platzte / ist geplatzt / war geplatzt / wird platzen / kann platzen / wenn er platzt, erschrecken wir). Auch die Iteration ist sprachwirklich (mehrere Ballons platzen nacheinander; jetzt mit imperfektivem Aspekt); zum Ausdruck dieser Iteration bilden Aoristwurzeln häufig Präsensstämme mit ikonischer Reduplikation. Die iterierte Form entspricht dann der iterierten Semantik; die Primärendung kann problemlos antreten (vgl. hier im Beitrag „Vedisch und Sanskrit“ ved. jáṅ + gan + ti ‚er kommt‘ *gʷém + gʷom + ti; die Aoristwurzel *gʷem ‚einen Schritt tun‘ vermag durch die Iterierung dann als ursprüngliche Bedeutung auszudrücken: ‚er tut Schritte‘).
Geschehene aoristische Handlungen können wegen ihrer „Zeitdauer Null“ rückblickend immer nur als Gesamthandlung betrachtet werden. Daraus entwickelt sich die Bedeutung des Aorists als Gesamtschau auch länger andauernder vergangener Handlungen. Das Präsens bezeichnet dann semantisch entsprechend die Verlaufsschau, d. h. Handlungen, die (häufig während andere Handlungen eintreten) gerade ablaufen. Der Terminus Aspekt bezieht sich auf die Unterscheidung von „Gesamtschau“ und „Verlaufsschau“.

#### Diathese
Wir kennen aus den modernen indogermanischen Sprachen die Diathese Aktiv-Passiv, die sich in den einzelnen Sprachzweigen unabhängig gebildet hat. Ein formal eigenes Passiv war aber in der Ursprache nicht existent; stattdessen gab es ein Medium, das die Intransitivität bezeichnete (lat. abdor ‚ich bin ...‘ bzw. '… liege versteckt'), ebenso die Reziprozität (lat. abduntur ‚sie verstecken einander‘), und weiterhin, dass das Subjekt des Satzes zusätzlich direktes oder indirektes Objekt ist (lat. abdor ‚ich verstecke mich selbst‘ bzw. 'ich verstecke mir selbst' – letztere Bedeutung, die des Interesses, ist im Lat. allerdings nicht mehr erkennbar). Aus diesen medialtypischen Inhalten konnten sich dann Bedeutungen wie (gerundivisch) lat. abdor ‚ich lasse mich verstecken‘ oder (passivisch) lat. abdor ‚ich werde versteckt‘ entwickeln.

#### Endungsschemata
Beim Versuch, die formale Beschaffenheit der grundsprachlichen Verbalendungen zu erschließen, ist davon auszugehen, dass – in den Einzelsprachen z. T. auf völlig verschiedene Weise – chronologische Abstufungen, Änderungen und Weiterentwicklungen es praktisch unmöglich machen, die Verbalendungen in einer einzigen Tabelle darzustellen. Dennoch sind einige Fakten hinsichtlich des überlieferten „Endungs-Materials“ ziemlich gesichert:
1. Die ursprünglichen Endungssätze sind weitgehend bekannt; sie lauten – mit der Einschränkung weitgehend – für die Faktivendungen 1.Sg *m, 2.Sg. *s, 3.Sg. *t, 1.Du. *wé, 1.Pl. *mé, 2.Pl. *té, 3.Pl. *ént, für die Stativendungen 1.Sg *h₂e, 2.Sg. *th₂e, 3.Sg. *e, 1.Du. *wé, 1.Pl. *mé, 2.Pl. *é, 3.Pl. *ŕ̥.
2. Sogenannte hīc-et-nunc-Markierungen machen diese „Sekundärendungen“ zu „Primärendungen“ (zu deren Verwendungsweise vgl. z. B. unter Aspekt und Tempus/Modus). Diese Markierungen sind offensichtlich *i, *s, *h₂ und u. U. auch *r (wenn dieses in andere Stativendungen eindringt). Die allgemein und weithin anerkannte Verteilung der Markierung führt tentativ zu folgenden Primärendungen: Faktivendungen 1.Sg *mi, 2.Sg. *si, 3.Sg. *ti, 1.Du. *wés, 1.Pl. *més, 2.Pl. *th₂é, 3.Pl. *énti, Stativendungen 1.Sg *h₂ey, 2.Sg. *th₂ey, 3.Sg. *ey, 1.Du. *wés, 1.Pl. *més, 2.Pl. *éy, 3.Pl. *ŕ̥s.
3. Die Endungen sind teilweise ablautresistent; wenn sie ablauten, werden sie häufig unabhängig und ohne Bezug auf die gültige Akzent-Ablaut-Zuordnung verwendet.
4. Die 3.Pl. *ŕ̥ des Stativendungssatzes nimmt einen auffälligen Entwicklungsweg: Im Griech. und German. wird sie völlig ausgemerzt, im Vedischen dringt sie z. T. in die 3.Pl. des Wurzelaorists ein. Im Hethit. erscheint sie in allen 3.-Pl.-Formen des Präteritums und wird teilweise (und variabel) auf andere Endungen des Mediums und Passivs übertragen. Im Lateinischen findet diese Übertragung fast vollständig, im Tocharischen durchgehend statt. Es kann davon ausgegangen werden, dass solche Übertragungen einzelsprachlich sekundär vorgenommen werden. In der folgenden Tabelle der Endungen wird daher *-ŕ̥ nur in die 3.Pl. des Mediums gesetzt.
5. Die Stativendungen erleiden ihre stärksten Änderungen bzw. Einbußen dadurch, dass sie aus dem ursprünglich einheitlichen Stativ ins Medium und (später) ins Perfekt abgegeben werden (wobei ausgerechnet das Perfekt noch die ursprünglichste Form der Stativendungen beibehält). Z. B. erscheint die 3.Sg. *e im Medium als *ó (sīc!) und unter dem Einfluss der daneben liegenden Faktivendung 3.Sg. *t als *tó (die 2.Sg. dann entsprechend als *só statt *th₂é, die 3.Pl. z. B. als *-ń̥to *-statt *-ŕ̥ usw.). Diese 3.Sg.-Endung *tó wird im Lateinischen (s. o.) zusätzlich mit *r versehen und erhält so die uns vertraute Form *-tur. Heth. šupp(tt)a(ri) ‚er schläft‘ zeigt diesen Vorgang parallel in derselben Einzelsprache: šuppa *sup-ó, šupptta *sup-tó, šuppttari mit *r plus hīc-et-nunc-Markierung.
6. Endungen „starker“ Teilstämme sind nicht akzentuiert, weil der „starke“ Teilstamm von der Typologie her bereits den Akzent trägt. Das gilt für die Faktivendungen des Aorists und Präsens und für die Stativendungen des -é-Stativs und des Perfekts (und ausnahmslos natürlich ebenso für die Nominalendungen im Nominalsystem). Das Medium des Aorists und Präsens entsteht dadurch, dass der ursprünglich einheitliche Stativ seinen „schwachen“ Teilstamm in den Aorist und ins Präsens abgibt (vgl. oben unter 5.). Durch die jetzt notwendige Auffüllung des Medialparadigmas kommt es zu der einmaligen Erscheinung, dass im Medium Starkstammendungen akzentuiert sind (also jetzt 1.Sg. *h₂é, 2.Sg. *th₂é, 3.Sg. *é; vgl. z. B. unten im Abschnitt Das Verb und die Folgesprachen, Griechisch die Medialform z. B. 1.Sg. *dʰe-dʰh₁-h₂éy ‚bin gesetzt‘ bzw. 'bin gesetzt worden'). Die gleiche Erscheinung tritt naturgemäß beim nullstufigen Stativ auf, d. h. in den Fällen, in denen beim Stativ nicht die -é-Stufe, sondern die Nullstufe einheitlich im ganzen Paradigma durchgeführt wird.
7. Eine Besonderheit stellt die 1.Sg. der thematischen Verben auf *-ō dar. Bei der traditionellen Herleitung aus *-o-h₂ (h₂ aber nicht sicher) fällt auf, dass ausgerechnet diese häufige und wichtige Form keine hīc-et-nunc-Markierung hat. Ferner gilt für alle sicher rekonstruierten Endungen ausnahmslos, dass die Sekundärendung die Primärendung minus hīc-et-nunc-Markierung ist (also z. B. *si – *i = *s). Die Sekundärendung der 1.Sg. auch der thematischen Verben lautet aber *m. Es erscheint möglich, dass *-ō eine Kontinuante aus *-o-mh₂ ist. Die thematische 1.Sg. hätte dann die hīc-et-nunc-Partikel *h₂, und es gälte *mh₂ – *h₂ = *m. Im Einsilbler könnte die Kontinuante tatsächlich *-ó-m lauten (lat. sum ‚ich bin‘ dann aus *h₁s-ó-mh₂ statt **sō; lat. dō ‚ich gebe‘ ist kein „echter“ Einsilbler, sondern eine Präsensreduplikation, vgl. re-d-dō ‚ich gebe zurück‘).
8. Ein „-s-Zusatz“ für die Stativendungen 1.Pl. *-mé + dʰh₂ und 2.Pl. *-dʰw + é (so in Tichy-2000, S. 86) wird nicht angenommen. Die nur griech. Endung der 2.Pl. des Mediums, -σϑε, ist abstrahiert aus der Narten-Form der Wurzel *h₁es ‚sein‘, ἧσϑε hḗsthe ‚ihr sitzt‘ *h₁ḗs-dʰwe, interpretiert als *h₁ḗ-sdʰwe (im Griech. ist dann bereits im ganzen Paradigma nur noch der Stamm *h₁ḗ- durchgeführt, mit Ausnahme der bezeichnenden Doppelform 3.Sg. Imperfekt ἧστο hḗsto und ἧτο hḗto.)
9. Viele einzelsprachliche Endungen lauten formal anders; man versucht jedoch, die Entwicklungsgeschichte schlüssig nachzuvollziehen. Die 1.Pl. der Faktiv-Primärendungen lautet griech. -μεν -men; hier ersetzt *n die hīc-et-nunc-Partikel *s. Im Hethit. lautet sie -u(u)eni (mit gleicher hīc-et-nunc-Markierung wie im Griech.); hier ist *w aus der 1.Du. übertragen und die hīc-et-nunc-Partikel *i nochmals angesetzt. Die 1.Sg. der Stativ-Sekundärendungen lautet griech. -μην/-μᾱν mēn/mān; die Zusammensetzung ist so vorstellbar: *m + *h₂a + Laryngal (welcher?) + erwähnte (hier bedeutungswidrige) hīc-et-nunc-Partikel *n. In der 2.Pl. der Stativendungen im Latein. ersetzt eine Infinitiv-Endung (Infinitiv im Sinne einer Aufforderung) -minī die ererbte Endung usw. usf.
10. Die in der Tabelle herausgehobenen Teile der Sekundärendungen bestätigen die Verbindung mit den Perfektendungen.
Unter diesen Einschränkungen und sehr schwierigen Voraussetzungen könnte eine Endungstabelle wie folgt aussehen:
|          |       | Aktiv („Faktivendungen“)  | Aktiv („Faktivendungen“) | Medium („Stativendungen“) | Medium („Stativendungen“) |
| Numerus  | Pers. | Primär                    | Sekundär                 | Primär                    | Sekundär                  |
| -------- | ----- | ------------------------- | ------------------------ | ------------------------- | ------------------------- |
| Singular | 1.    | -h₂ (them.), -mi (athem.) | -m                       | -h₂ey                     | -h₂e                      |
| Singular | 2.    | -si                       | -s                       | -th₂ey                    | -th₂e                     |
| Singular | 3.    | -ti                       | -t                       | -ey                       | -e                        |
| Dual     | 1.    | -wés                      | -wé                      | -wé + dʰh₂ + ?            | -wé + dʰh₂                |
| Dual     | 2.    | (-th₂és)                  | (-téh₂)                  | (-th₂éyh₁)                | (-th₂éh₁)                 |
| Dual     | 3.    | (-tés)                    | (-téh₂m)                 | (-téyh₁)                  | (-téh₁)                   |
| Plural   | 1.    | -més                      | -mé                      | -mé + dʰh₂ + ?            | -mé + dʰh₂                |
| Plural   | 2.    | -th₂é                     | -té                      | -dʰw + éy                 | -dʰw + é                  |
| Plural   | 3.    | -énti                     | -ént                     | -ŕ̥s                       | -ŕ̥                        |

Die eingeklammerten Endungen müssen als ziemlich spekulativ gelten.
Für den Imperativ lassen sich nur die Singularendungen im Aktiv sicher rekonstruieren. Endung der zweiten Person Singular Imperativ ist ‚Null‘ für thematische, *-dʰí für athematische Verben (‚Null‘ kommt aber vereinzelt auch ‚athematisch‘ vor, z. B. lat. ī! ‚geh!‘ *h₁éy : *h₁i-dʰí in ved. ihí, altavest. idī, griech. ἴϑι íthi oder hethit. īt). In der 2.Sg. und 3.Sg. gibt es die Endung *-tōd für Aufforderungen in der Zukunft, z. B. lat. petitō! ‚du sollst verlangen‘, ‚er soll verlangen‘ *pét-e-tōd. Für die Formen der übrigen Personen, Numeri und Diathesen wurden jeweils die entsprechenden Injunktivbildungen verwendet.
Die Perfektendungen sind (vgl. oben) im Ursprung identisch mit denen des Mediums, haben aber (aufgrund der Entstehungsgeschichte des Perfekts) aktivische Funktion. Tichy-2000, S. 89f. nimmt auch Primärendungen 1.Sg *-h₂ey, 2.Sg. *-th₂ey, 3.Sg. *-ey, 1.Pl. *-més und 3.Pl. -ŕ̥s an. Die folgenden Endungen sind dann Sekundärendungen; sie lassen sich mit sehr hoher Sicherheit wie folgt rekonstruieren:
| 1. Sg. | -h₂e  |
| 2. Sg. | -th₂e |
| 3. Sg. | -e    |
| 1. Du. | -wé   |
| 1. Pl. | -mé   |
| 2. Pl. | -é    |
| 3. Pl. | -ŕ̥    |

Die Vergangenheit des Perfekts, das Plusquamperfekt, hat die Faktiv-Sekundärendungen *-m, *-s, *-t usw. Wenn man davon ausgeht, dass das Perfekt aus dem (reduplizierten) Präsens entstanden ist, indem die Stativendungen anstelle der Faktivendungen eingeführt wurden, zeigt das Plusquamperfekt tatsächlich noch den ursprünglichen Endungsbestand.
Infinitive gibt es in der Grundsprache nicht; die Einzelsprachen verwenden für die Bildung ihrer Infinitive nominale Suffixe, meist mit den Kasusformen des Akkusativs, Dativs, Lokativs usw.

#### Augment
Im Griechischen, Indoiranischen, Phrygischen und z. T. Armenischen (siehe auch unter Balkanindogermanisch) taucht in den Vergangenheitstempora als Markierung für die Vergangenheit ein spezielles Präfix, das sogenannte Augment, auf; vgl. griech. é-phere = ved. á-bharat ‚er trug‘ (Imperfekt) oder in der armenischen Aoristform e-ber ‚er trug‘ (in der 1. Person Singular aber beri ohne Augment). In den übrigen idg. Sprachen, wie Latein oder Germanisch, fehlt jedoch das Augment. Zudem war die Augmentierung im älteren Indoiranischen sowie im homerischen Griechisch nicht obligatorisch (diese nicht-augmentierten Vergangenheitsformen werden als Injunktive bezeichnet).
Für das Urindogermanische führt Meier-Brügger ein Adverb *(h₁)é damals an, das fakultativ vor den entsprechenden Verbformen in der Vergangenheit stehen konnte. Das oben angeführte griechische (é-phere) und vedische Beispiel (á-bharat) wird bei Meier-Brügger somit als *h₁é *bʰéret, zusammengezogen als *h₁é-bʰeret, rekonstruiert.

#### Stammbildungen

##### Präsens
Die Bildungen für Präsensstämme im Indogermanischen sind mannigfaltig. Hier seien daher nur die wichtigsten genannt:
- *-yé-/-yó- bzw. *-ye-/-yo-: Dieses Suffix, welches einen thematischen Stamm ergibt, kann wohl als das produktivste im Indogermanischen überhaupt gelten. Die Wurzel ist entweder in der Nullstufe, wenn die Verben meist Intransitiva sind, oder in der Vollstufe, was meist Transitiva ergibt. Weiters wird das Suffix häufig zur Bildung von Denominativa benutzt.
- *-é-ye-/-é-yo-: Diese beiden Suffixe dürfen Varianten des obigen sein. Die Wurzel pflegt in der o-Stufe zu stehen und die Bedeutung entweder kausativ oder iterativ zu sein.
- *-sk̑é-/-sk̑ó-: Dieses thematische Suffix wird an die Nullstufe der Wurzel gehängt und ergibt Stämme iterativer Bedeutung. Beispielsweise gehen die Inchoativa des Lateinischen, die mit -sc- aktionsartspezifiziert sind, auf diese Bildung zurück, ebenso die Iterativa mit *-sk̑é-/-sk̑ó- im Griechischen und Hethitischen.
- *-h₁s(y)é-/-h₁s(y)ó- bzw. *-h₁s(y)e-/-h₁s(y)o-: Dieses Suffix tritt entweder an die reduplizierte Wurzel (zum Beispiel *dʰedʰh₁- von *dʰeh₁-) oder an die *e-Stufe an und hat desiderative Bedeutung. Es ist der Ursprung einiger indogermanischer Futurbildungen, so grammatikalisiert im Griechischen.
- „Nasalpräsens“: In die Nullstufe der Wurzel wurde ein Infix *-né- (im „starken“ Teilstamm), ablautend mit *-n- (im „schwachen“ Teilstamm), vor dem letzten Konsonanten eingefügt. Der sich ergebende Stamm war ursprünglich athematisch, wurde aber in den Folgesprachen auf mannigfaltige Weise thematisiert. Das Nasalpräsens ist u. a. noch im Lateinischen vorhanden (vincere mit Perfekt vīcī ‚(be-)siegen‘; ‚(be-)siegte‘ bzw. ‚habe (be-/ge-)siegt‘).

##### Aorist
Die Folgesprachen der indogermanischen Ursprache zeigen vier verschiedene Bildungen des Aorists, den Wurzelaorist, den -s-Aorist, den thematischen Aorist und den reduplizierten (ebenfalls thematischen) Aorist. Die neben dem Wurzelaorist einzige der Ursprache zugehörige Aoristbildung ist der -s-Aorist (vgl. zum Beispiel den -s-Aorist im Vedischen = -σ-Aorist im Griechischen = -s-Perfekt im Lateinischen). Das *-s- tritt direkt an die Wurzel an. Ohne Themavokal, d. h. athematisch, folgen die Sekundärendungen. Die Wurzel steht dabei im Aktiv durchgehend in der -ḗ-Dehnstufe, im Medium jedoch in der Nullstufe, bei Wurzeln auf -y und -w in der -é-Vollstufe. Aufgrund von Befunden aus dem Tocharischen und Hethitischen ist umstritten, ob das s-Suffix in allen Personen ursprünglich ist oder zunächst nur der 3.Sg. angehört (zum hethit. *-s- in der 3.Sg des Präteritums der ḫi-Verben vgl. aber den Beitrag hier unter Anatolische Sprachen). Das Vorhandensein eines Augments ist aufs Griechisch-Armenisch-Indoiranische begrenzt und deshalb auch für die übrigen Einzelsprachen, soweit sie den Aorist (noch) haben, fraglich.

##### Perfekt
Der Perfektstamm besteht meist nur aus der reduplizierten Wurzel. Als Vokal der Reduplikationssilbe tritt gewöhnlich *e auf (im Vedischen auch *ē, *i und *u, im Lateinischen auch *u, ein Mal parallel zueinander in ved. tutóda ~ lat. tutudī ‚stieß‘, beide wohl *stu-stówd- / stu-stud-´), die Wurzel steht im Aktiv Singular in der -ó-Stufe, sonst in der Nullstufe. Im Lateinischen hat das Reduplikationsperfekt häufig überdauert, neben *stu-stud-´ z. B. noch bei dare ‚geben‘, Perfekt dedī aus dem „schwachen“ Teilstamm *de-dh₃-´, oder bei cadere ‚fallen‘, Perfekt cecidī aus *k̑e-k̑ód-h₂e + y (~ ved. glbd. śaśā́da). Eine nicht sehr häufige Ausnahme durch das Fehlen der Reduplikation stellt die sehr alte Bildung 1. Sg. *wóyd-h₂e ‚ich weiß‘, 1. Pl. *wid-mé ‚wir wissen‘ von der Wurzel *weyd (‚sehen‘, ursprünglich eigentlich ‚finden‘, vgl. lat. vidēre ‚sehen‘) dar (s. a. Präteritopräsentia).

#### Das Verb in den Folgesprachen
Im Vedischen und im Griechischen findet man das dargestellte Verbsystem am deutlichsten wieder. Das ist insofern kein Wunder, als die Rekonstruktion des Urindogermanischen vor allem auf diesen beiden Sprachen beruht (sogenanntes graeco-arisches Rekonstruktionsmodell). Die Gültigkeit dieses Ansatzes ist angezweifelt worden; bislang konnte aber kein Alternativmodell geliefert werden.

##### Anatolisch
Von den anatolischen Sprachen wird angenommen, dass sie sich vor der Bildung der meisten „graeco-arischen“ Merkmale abgespalten haben. Das – am besten überlieferte – hethit. Verbalsystem ist dadurch gekennzeichnet, dass es den Aorist aufgegeben und das Perfekt – im Gegensatz zu den anderen Einzelsprachen – noch nicht entwickelt hat. Dadurch ist das Verbalsystem viel einfacher; es gibt Gegenwart (ausgedrückt durch das Präsens) und Vergangenheit (= Präteritum; ausgedrückt durch das Imperfekt), Aktiv und Mediopassiv (das Medium hat auch Funktionen eines Passivs übernommen). Thematische Verben spielen so gut wie keine Rolle. Verben mit -o-Vokalismus (malli ‚mahlt‘ *mél-molh₂-e + y, dāi ‚nimmt‘ *déh₃-e + y), die -šša-/-šš-Imperfektiva (*-sóh₁-/-sh₁-´), die -aḫḫ-Faktitiva (*-eh₂-) und die -anna-/-anni-Durativa (*-n̥h₂-óy-/-n̥h₂-i-´; nach Kloekhorst-2008, S. 175f. *-otn-óy-/otn-i-´) werden zu Semideponentien mit Stativendungen im Singular und Faktivendungen im Plural grammatikalisiert (= ḫi-Konjugation). Alle Formen der 3. Pl. des Präteritums erhalten die Stativendung *r̥, alle Formen der 3. Sg. des Präteritums der ḫi-Konjugation die Endung *-s-t, am wahrscheinlichsten übertragen vom sehr häufigen *h₁és-t ‚er war‘. Die Stativverben geben ihren ursprünglichen paradigmatischen Ablaut -é-Stufe : Nullstufe auf und führen (wie das Vedische und Griechische) entweder die -é-Stufe oder die Nullstufe jeweils im ganzen Paradigma durch (ki-tta(ri) ‚er liegt‘ = ved. śáye = griech. κεῖται keítai *k̑éy-e + y bzw. šupp(tt)a(ri) ‚er schläft‘ *sup-(t)ó ± ri ~ ved. duhé ‚sie gibt Milch‘ *dʰug̑ʰ-é + y; alle Formen mit jeweils einzelsprachlich regelhafter Umbildung der Endung). Als archaisches Charakteristikum gilt, dass das Hethitische ohne Futur und mit Ausnahme des Imperativs ohne Modi auskommt.
In der Fachwelt gilt es mittlerweile (s. o.) als mehr als weitgehend sicher, dass die anatolische Sprachgruppe mit weitem zeitlichen Abstand als erste aus dem Gesamtverband der Sprecher der indogermanischen und damit als indoanatolisch anzusehenden und zu bezeichnenden Ursprache ausgetreten ist. Zu zahlreich sind die Merkmale, die das Anatolische nicht hat, aber alle anderen Sprachgruppen aufweisen, z. B. die nur ansatzweise durchgeführte nominale und verbale Thematisierung, das Perfekt, die Modi, den Dual, das Genus femininum, das -tó-Partizip, den -yos-Komparativ oder die Tatsache, dass das -nt-Partizip ein passives Partizip ist. Zusätzlich weist das Anatolische mit den ḫi-Verben eine außergewöhnlich prägnante, nur in diesem Sprachzweig vorkommende Besonderheit auf, die ziemlich sicher als anatolische Neuerung aufzufassen ist. Uranatolisch ist damit eigentlich eine Schwestersprache des Urindogermanischen mit einer ungewöhnlich großen Anzahl an sprachlich ungemein wichtigen Archaismen, unter ihnen der einzigartige lautliche Erhalt von *h₂ und *h₃ als -ḫ-/-ḫḫ-, und die sprachhistorisch sensationelle Tatsache, dass – im Phoneminventar des Luwischen und Lykischen – noch alle drei Tektalreihen (palatal, velar und labiovelar) unterschieden werden (Kloekhorst-2008, S. 17f.).

##### Tocharisch
Die tocharische Sprachgruppe ist offenbar sehr früh nach Osten abgerückt. Tocharisch besitzt vielfältige, einschneidende und sonst nicht vorkommende Neuerungen, z. B. ein System von sieben Sekundärkasus, die Gruppenflexion, einen eigenen Numerus Paral zur Bezeichnung natürlicher Paare (im Gegensatz zum Dual, der die zahlenmäßige Zweiheit bezeichnet), eine fundamentale Verbalstamm-Opposition Normalverb : Kausativ, und eine Thematisierung, die von der Endung *-o (der 3.Sg. der Stativendungen) ausgeht.

##### Griechisch
Im Griechischen sind die Funktionen der verschiedenen Verbformen am klarsten ausgeprägt. Zu den Aspektstämmen Präsens (mit Imperfekt), Aorist und Perfekt (mit Plusquamperfekt) ist ein Futurstamm (mit Futur exakt im Passiv) hinzugetreten, der oft, aber nicht immer durch ein s-Suffix gekennzeichnet ist. Der vollständig ausgebildete Formenbestand des Perfekts Medium widerlegt – zusammen mit dem Vedischen; in beiden als sehr archaisch geltenden Sprachzweigen ist das Perfekt Medium rekonstruktionell identisch – die Ansicht, ein Perfekt Medium habe es, wenn überhaupt, erst spät gegeben. Entscheidend für die Beurteilung der Stellung des Perfekts Medium ist die bahnbrechende und richtige Einschätzung bei Jasanoff, »the perfect evidently originated within PIE as a kind of … reduplicated present«. Das bedeutet, das Teilstamminventar des Präsens wurde (mit allen Reduplikationsarten) ein zweites Mal verwendet und mit den Stativendungen versehen, um präzise die vorliegende resultative Bedeutung des Perfekts zu erzielen: Ergebnis (Stativendung) einer abgeschlossenen Handlung (Präsens). Präsens Medium und Perfekt Medium wurden dadurch formal identisch (da das Präsens Medium die Stativendungen ja schon hatte). Zum Zwecke der Differenzierung regelt das Griechische die Verteilung der Reduplikationsvokale einheitlich wie folgt: Präsens immer -i- (vedisch sowohl -i- als auch -e-), Perfekt immer -e- (vedisch sowohl -i- als auch -e-), und Aorist immer -e- (vedisch sowohl -i- als auch -e-). Griech. 3.Sg. τί-ϑε-ται tí-the-tai heißt also (Präsens) ‚ist gesetzt‘, τέ-ϑε-ται té-the-tai (Perfekt) ‚ist gesetzt worden‘. Das Vedische differenziert hier nicht über den Reduplikationsvokal, sondern über die Endung (3.Sg. dhatté ‚ist gesetzt‘ *dʰe-dʰh₁-téi gegenüber dadhé ‚ist gesetzt worden‘ *dʰe-dʰh₁-éi) oder über die Silbentrennung des Laryngals (2.Sg. dhatsé ‚bist gesetzt‘, dadhiṣé ‚bist gesetzt worden‘, ursprünglich identisch *dʰe-dʰh₁-séi). Wenn beides nicht möglich ist, bleibt die Verbalform gleichlautend: 1.Sg. dadhé ‚bin gesetzt‘ und ‚bin gesetzt worden‘ *dʰe-dʰh₁-h₂éi.
Den Diathesen Aktiv und Medium gesellt sich im Aorist und Futur ein formal unterschiedenes Passiv hinzu. Im Präsens, Imperfekt, Perfekt und Plusquamperfekt drückt das Medium weiterhin die Bedeutungsinhalte des Passivs aus. Die geneuerte Differenzierung im Aorist und Futur beruht auf einer Univerbierung mit dem Aorist der Wurzel *dʰeh₁ ‚tun, machen‘ in der Narten-Form (Narten = Fachbegriff für den Zusatz einer More sowohl im starken als auch im schwachen Teilstamm), also stark *dʰḗh₁, schwach *dʰéh₁; ἐ-παιδεύ-ϑη-ν e-paideú-thē-n ‚wurde erzogen‘ bedeutet also eigentlich ‚wurde + erzogen + gemacht‘. Da der Passivaorist die Aktivendungen hat, also ein Statofaktiv-Verb ist (vgl. oben im Unterabschnitt „Aspekt“), wird er (nur im Singular) gleichlautend mit dem aktiven Aorist des Verbums (*ἔϑην *é-thēn = ved. á-dhām *(h₁)é *dʰéh₁-m); zur Differenzierung wird der aktive Aorist (nur im Singular) zu einem -k-Aorist umgestaltet (ἔϑηκα é-thē-k-a).
Im Griechischen hat die athematische Konjugation zugunsten der thematischen bereits etwas an Boden verloren.

##### Vedisch und Sanskrit
Im Vedischen, das viele genaue Entsprechungen im Uriranischen aufweist, ist die Formenvielfalt noch reichhaltiger als im Griechischen. Jedoch sind die Bedeutungsnuancen deutlich auf dem Rückzug. Der Unterschied zwischen Aktiv und Medium ist oft kaum fassbar. Allerdings bilden sich semantisch eindeutige Passivformen heraus (ein *-yó-Passiv mit Stativendungen und ein in Ursprung und Endung nicht ganz geklärter Passivaorist nur in der 3. Sg. mit -ó-stufiger Wurzel und der Endung -i (ákāri ‚wurde gemacht‘ *(h₁)é *kʷór-i; auch ohne Augment jáni ‚wurde geboren‘ *g̑ónh₁-i). Auch die Aspektunterschiede sind bereits im Rigveda oft nicht mehr zu erkennen.
In der Nische einer nur indoiranischen Aktionsartkategorie Iterativ-Intensiv vermag eine archaische Bildung zu überleben, die einen athematischen Präsensstamm von einer Aoristwurzel durch direkte Verdopplung dieser Aoristwurzel aufweist (jáṅ + gan + ti ‚kommt‘ *gʷém + gʷom + ti). Diese Bildung zeigt den Ursprung des wurzelhaften *-ó- in hethit. malli ‚mahlt‘, thematisiert lat. glbd. molō = dt. mahle, mit in diesen Einzelsprachen regelhaft entfallender Reduplikation und folgender Akzentuierung des *-ó- aus *mél-molh₂ (vedisch mármartu ‚soll zermalmen‘).
Im späteren klassischen Sanskrit werden Imperfekt, Perfekt und Aorist als Vergangenheitsformen ohne Bedeutungsunterschied verwendet. Auch im Sanskrit sind Verbformen hinzugekommen: ein Futur (ebenfalls mit s-Suffix), ein Passiv (hier mit medialen Endungen und ohne Zusammenhang mit dem Griechischen) und eine Reihe produktiver abgeleiteter Verbformen wie Desiderativ oder Kausativ. Der alte Konjunktiv ist nur noch in den Formen des „Imperativs der ersten Person“ erhalten.

##### Italisch
In den italischen Sprachen (zum Beispiel Latein) ist das Konjugationssystem unter Verwendung der vorhandenen Bausteine stark umgebaut worden; das Ergebnis ist ein symmetrischeres und durchschaubareres System.
Die athematischen Verben sind (mit der Ausnahme einiger weniger Verben aus dem Grundwortschatz, s. o.) verschwunden. Die thematischen Verben formierten sich durch Inkorporation verschiedener Suffixe zu den bekannten Konjugationsklassen (a, e, „konsonantische“, i). Zur ā-Konjugation führte zum Beispiel Verbalisierung von Nomina auf -a (cūrāre ‚Sorge tragen‘ von cūra ‚Sorge‘), ein faktitives *eh₂-Suffix (novāre ‚erneuern‘ aus *new-eh₂-), oder ein Intensivsuffix (canere > cantāre ‚singen‘). Die ē-Konjugation geht auf ein Kausativsuffix *-é-ye- (monēre ‚mahnen‘ aus *mon-é-ye- ‚zum Denken bringen‘) und ein Stativsuffix *-éh₁-ye- / *-eh₁-ye- (alb-ē-re ‚weiß sein‘, sed-ē-re ‚sitzen‘) zurück. Die ī-Konjugation geht auf eine Reihe von Suffixen sowie durch Verbalisierung von Nomina auf -i- und -o- zurück. Die konsonantische Konjugation schließlich setzt die thematische Konjugation des Urindogermanischen fort.
Das Medium hat sich zu einem Passiv gewandelt. Von den drei Aspektsystemen sind Perfekt und Aorist zum Perfektsystem zusammengefallen. Dabei finden sich Formelemente des alten Perfekts (Endungen, vereinzelt Reduplikation) als auch des Aorists (im -s-Perfekt, zum Beispiel dūcō – dūxī ‚ich führe‘ – ‚ich führte‘ bzw. ‚ich habe geführt‘). Beide Aspektfunktionen finden sich, sowohl der perfektive Aspekt („Vorzeitigkeit“, dt. also eher ‚ich führte‘) als auch der resultative („Ergebnis einer abgeschlossenen Handlung“ dt. also eher ‚ich habe geführt‘).
Das Tempus ist nun vom Modus getrennt. Das alte Imperfekt ist spurlos verloren gegangen. Ein neues Imperfekt mit dem Suffix -bā- tritt an seine Stelle (*bʰwéh₂- ‚sein, werden‘). Ein Futur bildet sich aus dem alten Konjunktiv mit Vollstufe der Wurzel und dem Themavokal *-e-/-o- (bei den thematischen Verben und in der ī-Konjugation gedoppelt zu einheitlich *-e- + *-e- = *-ē-). Das Verbalparadigma wird durch die Kreuzung dieser Bildungen vervollständigt: Das Futur erō ‚ich werde sein‘ erhält ein neues Imperfekt eram ‚ich war‘ vom Suffix -bā-, die Imperfekta auf -bā- erhalten parallel die thematische Endung des Futurs -ō usw. und damit ein geneuertes -bō-Futur für die ā- und ē-Konjugation.
Der Konjunktiv geht (in einem Teil der Formen) auf den alten Optativ zurück.
Tempus, Modus, Aspekt sind kombinierbar, allerdings gibt es keinen Konjunktiv im Futur.

##### Germanisch
Der seit 200 Jahren unangefochten gültige rekonstruktionelle Befund der germanischen starken Verben erfährt durch neuere Arbeiten (beginnend mit Prokosch-1939) einschneidende Änderungen und Modifizierungen in Richtung auf einen höheren Übereinstimmungsgrad mit den verbalen Verhältnissen der übrigen Einzelsprachen (Mailhammer-2007 im Titel: „New System“). Germanische Grundverben wie beißen oder gießen finden häufig -n-infigierte Entsprechungen in anderen Einzelsprachen, z. B. zu beißen lat. findō ‚ich spalte‘ und zu gießen lat. glbd. fundō. Die Annahme, dass *bʰid-ó- bzw. *g̑ʰud-ó- der gemeinsame Ausgangspunkt für einerseits (german.) *bʰ +e+ yd-ó- / *g̑ʰ +e+ wd-ó- und andererseits (lat.) *bʰi +n+ d-ó- / *g̑ʰu +n+ d-ó- gewesen sein könnte, wird unterstützt vom – äußerst seltenen – Vorhandensein wurzelhafter verbaler Nullstufen in got. digan ‚kneten‘ *dʰig̑ʰ-ó- (lat. fingō ‚ich bilde‘ *dʰi +n+ g̑ʰ-ó-) und ais. vega ‚kämpfen‘ *wik-ó- (lat. vincō ‚ich siege‘ *wi +n+ k-ó-). Wichtige philologische Vorarbeiten bei Seebold-1970 zeigen zudem, dass das germanische starke Verbum zwar den Vokalismus des „Typs bhárati“ (also betonte -é-Vollstufe der Wurzel), jedoch den Konsonantismus des „Typs tudáti“ (also Nullstufe der Wurzel mit betontem Themavokal) aufweist (Mailhammer-2007, S. 133: ...significant discovery... mit Hinweisen auf die Auswirkungen auf die traditionelle Lehrmeinung). Das Wurzelvokalismusschema der starken Verben wäre also nicht – am Beispiel der II. starken Verbalklasse – (Präs.) *éw (Prät.Sg.) *ów (Prät.Pl.) *u (Pz.Prät.) *u, sondern (in der angegebenen Reihenfolge) *u – *ów – *u – *u. Das germanische starke Verbum wäre dann im Präsensstamm nicht grundständig -é-stufig und „proterokinetisch“, sondern nullstufig und „hysterokinetisch“.
Kroonen-2013 fügt der traditionellen Reihe als praktisch regelhaft ein athematisches *-néh₂-/-nh₂-´-Intensivum (mit nullstufiger Wurzel) hinzu. Zusammen mit der Kausativ-Iterativ-Bildung auf *-é-yo- hätte jedes starke Verbum dann sechs Realisierungsformen, also zur Wurzel *dewk ‚ziehen‘: *déwk-o- *de-dówk- *de-duk-´ *duk-ó- *dowk-é- *duk-néh₂-/-nh₂-´ (dt. ziehe *zoch zogen ge-zogen zeugen zucken/zücken), oder zur Wurzel *wreyd ‚kerben‘: *wrid-ó- *we-wróyd- *we-wrid-´ *wrid-ó- *wroyd-é- *wrid-néh₂-/-nh₂-´ (dt. reißen *reiß rissen ge-rissen reizen ritzen). Nicht immer bildet jeder german. Einzeldialekt die Formenreihe vollständig aus, jedoch sind quer durch das ganze german. Dialektgebiet solche sich ergänzende Beispiele sehr zahlreich.
Im Vergleich mit dem als sehr ursprünglich geltenden hethitischen Verbum besitzt das Germanische zusätzlich nur das Perfekt (die einzige nichtperiphrastische Vergangenheit) und den *-yéh₁-/-ih₁-Optativ (der sich zum Konjunktiv entwickelt). Im Anatolischen gelten weitere Kategorien wie der thematische Konjunktiv oder die graeco-arische Formenvielfalt als „noch nicht aufgebaut“, im Germanischen gilt das Verbalsystem jedoch als „stark vereinfacht“. Es ist vielleicht revolutionär, aber naheliegend, dass sich das Germanische in dieser Beziehung eher wie das Anatolische verhält.
Verben, für die ursprünglich kein ererbtes Perfekt existierte, werden als schwache Verben bezeichnet. Sie bilden ihre Vergangenheit mit einem neuen Suffix *-d-, das sehr wahrscheinlich auf das Perfekt des Verbs tun zurückgeht (*dʰe-dʰóh₁- / dʰe-dʰh₁-´).
Ein Mediopassiv ist im Gotischen noch erhalten, schließlich aber in dieser Form – bis auf wenige Reste z. B. im Altenglischen – in allen germanischen Sprachen ausgestorben. Passivformen werden periphrastisch neu gebildet, und viele weitere Formen werden, wie in vielen anderen Folgesprachen auch, durch periphrastische Bildungen (Hilfsverbkonstruktionen) ersetzt.

##### Slawisch
In den slawischen Sprachen wird Aspekt lexikalisch ausgedrückt. Der Begriff des Aspektes (als Sicht des Sachverhalts, im Gegensatz zur Aktionsart als Art des Sachverhalts) stammt übrigens ursprünglich aus der Untersuchung der slawischen Sprachen.

## Satzsyntax
Über den Satzbau der Ursprache können weniger deutliche Aussagen gemacht werden als über die Formenlehre, da man ein Mittel wie die Analyse der sich typischerweise sehr regelmäßig verhaltenden phonetisch/phonologischen Entwicklungen, aus denen man Schlüsse auf die Morphologie ziehen kann, auf der Satzebene nicht zur Verfügung hat. Es bleibt, typische Satzmuster der frühen Formen der Folgesprachen zu sammeln und vorsichtig Schlüsse zu ziehen, inwiefern diese bereits in der indogermanischen Ursprache bestanden haben könnten.
Aus dem Deutschen sind wir gewohnt, dass ein Hauptsatz wenigstens ein Subjekt und ein Prädikat enthält. Anders zum Beispiel im Lateinischen: Hier darf ein Pronomen der ersten oder zweiten Person nur verwendet werden, wenn es betont ist, sodass Sätze ohne formales Subjekt entstehen. Diese Situation wird auch für die Ursprache angenommen. Allerdings haben wir durch die Verbform immer noch ein durch Person und Numerus vorgegebenes implizites Subjekt; übrigens ist in manchen nicht-indogermanischen Sprachen nicht einmal das erforderlich.
Auch vollständige Sätze mit rein nominalem Prädikat waren üblich: Die Kopula, die Subjekt und Prädikatsnomen als formales Verb verbindet (Der Mann ist schön; die Frau ist Handwerkerin; Mutter ist daheim), kommt zum Beispiel im modernen Russisch nicht vor. Es wird angenommen, dass solche Nominalsätze (Mann schön, Frau Handwerkerin, Mutter daheim) im Indogermanischen üblich waren. Die Verben *h₁es- (existieren), *bʰew- (werden) und andere tauchen schon in den Folgesprachen als (oft fakultative) Kopula auf (vgl. er ist, ich bin).
Das Verb stand normalerweise am Ende des Satzes, allerdings konnten beliebige Satzglieder zur Hervorhebung an den Satzanfang gezogen werden (lateinisch habent sua fāta libellī ‚es haben ihre Schicksale die Bücher‘, das Deutsche verlangt noch das „es“ vor dem Verb). In den inselkeltischen Sprachen ist die Verbfrontstellung zum Standard geworden.
Syntaktische Beziehungen zwischen Substantiven, Adjektiven, Pronomina und Verben wurden durch Kongruenz der Flexionsformen hergestellt.
Zur Gliederung von Sätzen und Satzfolgen dienen Enklitika: nachgestellte Partikel (oder auch flektierte Wörter), deren Akzent dann auf das davor stehende Wort übergeht. Beispiele sind das lateinische -que (= griechisch -τε, vedisch -ca, indogermanisch *-kʷe), griechische Satzgliederungspartikel wie μέν … δέ – mén … dé ‚zwar … aber‘, oder die enklitischen Pronomina.
Solche Enklitika finden sich besonders gern an der zweiten Position des (Haupt- oder Teil-)Satzes (Wackernagels Gesetz). Ketten enklitischer Partikel an dieser Stelle sind für das Hethitische besonders typisch.
Fragesätze sind durch die Verwendung von Fragepronomina oder Frage-Enklitika (zum Beispiel lat. -ne) gekennzeichnet, Verneinung durch das Adverb *ne und den Wortpräfix *n̥-.
Relativsätze verwenden das Relativpronomen und gehen dem Hauptsatz voraus. Man nimmt an, dass sich in der Ursprache diese wie im Sanskrit nicht direkt auf die Substantive, sondern auf separate Demonstrativpronomina im Hauptsatz bezogen. (Im Deutschen ist dieser Unterschied durch die Artikel etwas verwischt; im Lateinischen besteht die entgegengesetzte Situation, dass Relativsätze sowohl als Subjekt- wie als Attributsätze kein Bezugspronomen benötigen.) Die zwei Typen von Relativpronomina (*kʷí-/*kʷó- und *(h₁)yó-) entsprechen den beiden Typen von Relativsätzen (explikativen und restriktiven).
Andere Typen von Nebensätzen, zum Beispiel durch Konjunktionen eingeleitete Kausalsätze, können nicht rekonstruiert werden.
In den Folgesprachen kennt man eine absolute Partizip-Konstruktion, zum Beispiel den lateinischen Ablativus absolutus, den griechischen Genitivus absolutus, den altindischen Locativus absolutus oder den altkirchenslawischen Dativus absolutus. Es ist nicht ganz klar, ob diese Konstruktionen auf eine gemeinsame grammatische Struktur zurückgehen oder Innovationen der Einzelsprachen sind. Die ursprüngliche Konstruktion war am ehesten (auch semantisch naheliegend) die mit Locativus absolutus (so in modernen Sprachen wieder aufgenommen, z. B. engl. with things being the way they are, dt. „bei ausgeschalteter Ampel“). Die einzelsprachliche Verteilung der Konstruktion ist am plausibelsten dem jeweiligen Kasussynkretismus geschuldet.

## Lexikon
Im Bereich des grundsprachlichen Lexikons ist die sehr umfassende Materialsammlung von Pokorny (1959) bis heute unübertroffen (Beispiele im Artikel Indogermanische Wortwurzeln). Außer lautlich unausweichlichen Schwas gibt Pokorny allerdings keine Laryngale an; diese sind jedoch gewöhnlich leicht zu ergänzen.

### Wortbildung

#### Lehnwörter
Das Urindogermanische hat vermutlich, wie alle Sprachen, Wörter aus anderen Sprachen übernommen. Es sind heute aber keine Beispiele von Wörtern bekannt, die eindeutig in urindogermanischer Zeit aus benennbaren Nachbarsprachen entlehnt wurden. Einige Wörter sind allerdings aufgrund ihrer untypischen Gestalt mit großer Wahrscheinlichkeit Lehnwörter; bekannte Beispiele sind *h₂éb-ōl ‚Apfel‘ oder *angh₁-lo- (etwa) ‚Götterbote‘ (über griech. ἄγγελος in dt. ‚Engel‘). Ein anderes ist *peleḱus ‚Axt‘ (vgl. altgriech. pélekys, osset. færæt, skt. paraśú), das man früher mit dem Akkadischen pilakku in Verbindung brachte, bis sich dessen Bedeutung als ‚Spindel‘, nicht ‚Axt‘, herausstellte.

#### Suffixe
Das wichtigste Mittel der Wortbildung aus Wurzeln und anderen Wörtern waren die bereits erwähnten Nachsilben.
Die Tabelle zeigt einige wichtige Wortbildungssuffixe:
| Suffix       | Bedeutung                                | Beispiele |
| ------------ | ---------------------------------------- | --- |
| *-yo-        | Zugehörigkeit (Adjektive)                | lat. pater ‚Vater‘ – patrius ‚väterlich‘ |
| *-ey-o-      | Stoff (Adjektive)                        | lat. aurum ‚Gold‘ – aureus ‚golden‘ |
| *-tó-, *-nó- | Partizip Perfekt Passiv, Verbaladjektive | *ǵerh₂- ‚zerreiben‘ → *ǵr̥h₂-nó- ‚Zerriebenes‘ → lat. grānum, aslaw. zrŭno, got. kaúrn, alle ‚Korn‘; im Deutschen außerdem z. B. *stoih₂-nó-s ‚erstarrt‘ → dt. Stein, oder *dr̥-nó-s ‚zerrissen‘ → dt. Zorn |
| *-ih₂-       | Femininbildung                           | *dei-w-ó-s → ved. devás ‚Gott‘, *dei-w-íh₂ → ved. devī́ ‚Göttin‘ |
| *-eh₂-       | Femininbildung                           | *dei-w-ó-s → lat. deus ‚Gott‘, *dei-w-éh₂ → lat. dea ‚Göttin‘ |
| *-ḱo-        | Verkleinerung                            | *h₂i̯u-h₁n̥-ó- ‚jung‘ (vgl. ved. yúvā, lit. jáunas) → *h₂i̯u-h₁n̥-ḱós → ved. yuvaśáḥ ‚jugendlich‘, lat. iuvencus ‚Jungstier‘, dt. jung                                                                        |
| *-lo-        | Verkleinerung                            | lat. -(u)lu-s, z. B. in *dwé-no-s (→ lat. bonus ‚gut‘) → *dwé-ne-lo-s → lat. bellus ‚schön‘ |
| *-teh₂-      | Abstraktum                               | *néwo-teh₂-t-s → lat. novitās ‚Neuheit‘ |
| *-tor-       | Täter                                    | lat. orātor ‚Redner‘ (bei dt. -ter in Täter handelt es sich allerdings um das Lehnsuffix -ārius aus dem Lateinischen)                                                                                     |
| *-h₂ter-     | Verwandtschaft                           | *méh₂tēr, *ph₂tḗr, *bʰréh₂tēr, *dʰugh₂tḗr → Mutter, Vater, Bruder, Tochter – nicht aber Schwester, da aus *swésōr entstanden, oder Eltern (aus dem Komparativ die Älteren)                                |
| *-tro-       | Instrumentalbildung                      | *h₂erh₃- ‚pflügen‘ → *h₂erh₃-tro- ‚Mittel zum Pflügen‘ → griech. ἄροτρον árotron, lat. arātrum, arm. arawr, walis. aradr, mir. arathar, anord. arðr, alle ‚Pflug‘                                         |

#### Akzent/Ablautverschiebung
Der Wechsel von einer Akzent-/Ablautklasse in eine andere war ein Wortbildungsmittel. Ein Beispiel aus einer proterokinetischen Flexion ist *bʰléǵʰ-men- (heiliges Wort, vgl. skr. bráhmaṇ-), aus einer amphikinetischen bzw. hysterokinetischen Flexion *bʰleǵʰ-mén- ‚Priester‘ (skr. brahmán- mit Vr̥ddhi brāhmaṇa-).
Eine nur vereinzelt vorkommende Variante der wortbildenden Verwendung des Ablautes bei Nomina ist im Sanskrit sehr produktiv geworden: die sogenannte Vṛddhi-Bildung. Hier wird aus einem Grundsubstantiv ein abgeleitetes Substantiv dadurch gebildet, dass die Wurzelsilbe in die Dehnstufe gebracht wird. Beispiele kennt man aus der religiösen Terminologie: Ein Anhänger des Gottes Vishnu ist ein Vaishnava (ai ist im Sanskrit die Dehnstufe zu i), ein Anhänger des Shiva ein Shaiva, ein Anhänger des Jina ein Jaina (daher die beiden Bezeichnungen Jinismus und Jainismus für diese Religion).

#### Komposition
Wortbildung durch Komposition, wie sie ja auch für das Neuhochdeutsche typisch ist, wird auch für das Urindogermanische angenommen, allerdings in deutlich geringerem Umfang als später im Griechischen oder gar im Sanskrit. Substantive wurden aneinander gehängt, das Hinterglied wurde flektiert. Nicht in allen Folgesprachen waren Substantivkomposita häufig, im Lateinischen findet man sie selten, im Hethitischen praktisch gar nicht.
Verknüpfung mit Adverbien und Präpositionen führte zu den Verbalvorsilben der Folgesprachen.
Typisch sind Personennamen (*h₁néh₃-mn̥-), die aus zwei religiös/gesellschaftlich bedeutsamen Komponenten aufgebaut sind: griechisch Themisto-klḗs (Gesetz-Ruhm), althochdeutsch Ans-elm (Gott-Helm), tschechisch Bohu-slav (Gott-Ruhm), gallisch Catu-rīx (Schlacht-König) oder irisch Fer-gus (Held-Kraft).

### Wortschatzanalyse
Aus dem gemeinsamen Wortschatz versucht man, Schlüsse auf die Zivilisation und Kultur der Sprachgemeinschaft des Urindogermanischen zu ziehen. Ein wichtiges Beispiel ist der Stamm *kʷ-kʷlh₁-ó-,*kʷe-kʷlh₁-ó-, *kʷé-kʷlh₁-o- oder *kʷó-kʷlh₁-o-, der uns in der Bedeutung ‚Rad‘ (oder in ähnlichen, sich davon ableitenden Bedeutungen) in vielen Folgesprachen überliefert ist:
urindogermanisch *kʷ-kʷlh₁-ó-:
→ hethitisch kugullaš
urindogermanisch *kʷe-kʷlh₁-ó-:
→ vedisch cakrá-
→ avestisch čaxra-
→ tocharisch A kukäl ‚Wagen‘
→ tocharisch B kokale ‚Wagen‘
→ altenglisch hweowol, hweogol
urindogermanisch *kʷé-kʷlh₁-o-:
→ urgermanisch *hweh(w)ulaz
→ altnordisch hvēl, hjōl
→ isländisch hjól
→ altenglisch hwēol
→ englisch wheel
urindogermanisch *kʷó-kʷlh₁-o-:
→ griechisch κύκλος kýklos ‚Kreis‘
→ slawisch kolo
→ litauisch kãklas ‚Hals‘
Auch die Etymologie dieses Wortstamms ist erklärbar: Es handelt sich offensichtlich um eine Reduplikation der verbalen Wurzel *kʷelh₁ (mit der Bedeutung ‚sich drehen‘), die hier in ihrem thematisierten „schwachen“ Teilstamm *kʷlh₁-kʷlh₁-ó- mit den Reduplikativvarianten *kʷ-/*kʷe-/kʷé-/kʷó- realisiert ist, wobei die Reihenfolge wohl einer zeitlichen Abfolge entspricht. Diese Verdoppelung stellt semantisch eine ikonische Darstellung der wiederholten Drehbewegung des Rades dar.
Da sich aus den Folgesprachen ein gemeinsames Wort sowohl für ‚Haus‘ als auch für ‚Tür‘ rekonstruieren lässt, darf man annehmen, dass bereits die Sprecher der indogermanischen Ursprache sesshaft, also keine Nomaden, waren.
Einzelsprachliche Beispiele des Wortes für Haus sind:
urindogermanisch *dem (mit einem hocharchaischen Gen.Sg. *dém-s) in den einzelsprachtypischen Ablautstufen und mit einer -u-Erweiterung des Stamms *dom-ú-:
→ vedisch Gen.Sg. dán *dém-s = griechisch δεσ- des- in δεσπότης des-pótēs ‚Herr des Hauses‘
→ vedisch dámaḥ *dém-o-s
→ griechisch δομός domós *dom-ó-s
→ armenisch town [tūn] *dṓm-s, Gen. tan *dm̥-és
→ lateinisch domus *dom-ú-s = altkirchenslawisch domŭ
Einzelsprachliche Beispiele des Wortes für ‚Tür‘ sind:
urindogermanisch *dʰwer (ursprünglich nur im Dual, Hinweis auf „Türflügel“; einzelsprachlich häufig im Plural):
→ vedisch Nom.Pl. dvấraḥ *dʰwḗr-es (*-ṓ-? *-ó-?), mit Verlust der Aspiration wohl nach dvấ ‚zwei‘
→ griechisch θύρᾱ thýrā *dʰúr-eh₂
→ armenisch Nom.Pl. durkʿ *dʰúr-es
→ lateinisch Nom.Pl. forēs *dʰwór-es
→ gotisch daúr, althochdeutsch tor, neuhochdeutsch Tor *dʰur-ó-m (Weiterbildung zum -i-Stamm in Deutsch Tür)
Insgesamt lässt der rekonstruierte Wortschatz auf eine neolithische Agrarkultur schließen, die das Melken, Kühe, Schafe, Pferde kannte. Ein besonders wichtiges Argument für diese Hypothese ist die Rekonstruktion des Verbs ‚pflügen‘ (welches jedoch in den indoiranischen Sprachen fehlt):
einfach *h₂erh₃- (vgl. tocharisch AB āre ‚Pflug‘ *h₂érh₃-o-s, *h₂érh₃-o-m oder (neutraler -s-Stamm) *h₂érh₃-os):
→ hethitisch ḫarrai ‚reißt auf, zerdrückt‘ *(h₂ér-)h₂orh₃ (archaisches Intensivum, stets → ḫi-Konjugation)
→ griechisch ἀρόω aróō (wohl nullstufig *h₂r̥h₃-ó-)
mit -yo-Erweiterung *h₂erh₃-yé/ó-:
→ litauisch ariù
→ altkirchenslawisch orjǫ
→ lateinisch arō (-āre) (wohl nach arātrum ‚Pflug‘)
→ mittelirisch airim
→ gotisch arjan, altenglisch erian, althochdeutsch erien, erran
Weiters ist das Verb ‚melken‘ für die Ursprache rekonstruierbar, die Rekonstruktion von ‚Milch‘ jedoch umstritten.
Zur klaren Feststellung der Urheimat reichen die Hinweise aus dem Wortschatz allerdings nicht aus. Im Artikel Lachsargument wird ein Fallbeispiel einer derartigen Analyse beschrieben.
Am intensivsten wurden im gemeinsamen Wortschatz die Verwandtschaftsbezeichnungen studiert. Charakteristische Eigenschaften sind hierbei zum Beispiel, dass zwischen älteren und jüngeren Geschwistern nicht unterschieden wird, und die merkwürdige Tatsache, dass „Neffe“ und „Enkel“ mit demselben Wort bezeichnet werden.
Mehr zu den aus dem Wortschatz gewonnenen Aussagen über die Sprecher findet man in den Artikeln Indogermanen, Urheimat, Kurgankultur.

## Rekonstruktionsmethoden

### Vergleichende Methode
Diese historisch-vergleichende Methode (auch Komparativmethode genannt) wurde im 19. Jahrhundert anhand der indogermanischen Sprachen entwickelt und wurde zum Standardverfahren der historischen Linguistik bei der Rekonstruktion der Vorformen in Sprachgruppen. Sie funktioniert am besten (aber nicht ausschließlich) auf dem Gebiet der Phonologie, da Lautwandel typischerweise sehr systematisch sind.
Man bildet aus potentiellen Wortgleichungen Entsprechungsregeln, die an anderen Verwandten geprüft und gegebenenfalls angepasst werden. Auf der Basis dieser regelmäßigen Entsprechung modelliert man plausible ursprachliche Ausgangsformen und lautgeschichtlich plausible Entwicklungswege von den Urformen zu den einzelsprachlichen Lauten. Auf diese Weise rekonstruiert man ursprachliche Wortwurzeln und grammatikalische Formen.
Die Möglichkeiten und Grenzen dieser Methode kann man am Vergleich der aus den romanischen Sprachen erschlossenen Protosprache mit dem überlieferten Latein erkennen. Die Existenz des lateinischen h lässt sich aus den romanischen Sprachen nicht schließen, da der Laut bereits vor der Trennung in die Folgesprachen im Latein verloren gegangen ist. Ebenso ist in keiner romanischen Sprache das synthetische Passiv des Lateinischen (laudor, laudāris, laudātur usw.) erhalten.

### Interne Rekonstruktion
Diese Methode betrachtet nur eine einzige Sprache, typischerweise die bereits rekonstruierte Ursprache selbst. Man stellt eine Regelmäßigkeit in der Sprache fest, zu der es aber Ausnahmen gibt. Ausgehend von der Annahme, dass die Ausnahmeformen in einer früheren Sprachform auch regelmäßig waren, modelliert man das frühere Regelsystem und die Änderungsprozesse, die zu den Ausnahmen führten.

### Verwandtschaftsberechnungen: Lexikostatistik und Glottochronologie
Mit lexikostatistischen Methoden wird seit Beginn des 20. Jahrhunderts versucht, die Verwandtschafts- und Ausgliederungsverhältnisse auch der indogermanischen Sprachen zu berechnen.
Die Glottochronologie versucht darüber hinaus, über die Annahme zeitlich mehr oder weniger stetiger Ersetzungen in einer universalen Begriffsliste (Swadesh-Liste) auf das Alter der verschiedenen Sprachstufen zu schließen. Die in manchen Beispielen belegten relativ stetigen Änderungen werden aber in vielen anderen Fällen durch bekannte oder unbekannte, gerade nicht regelhafte, da soziohistorisch bedingte Ereignisse verfälscht. Trotz mehrfacher Versuche, diese Verfälschungen zu berücksichtigen, konnten bisher keine wirklich überzeugenden Ergebnisse vorgelegt werden.

### Typologische Verfahren
Man stellt aufgrund der Beobachtung vieler Sprachen der Welt fest, dass gewisse syntaktische Eigenschaften von Sprachen typischerweise gemeinsam auftreten. So schloss Winfred P. Lehmann, aufbauend auf der Wortstellungstypologie von Theo Vennemann, darauf, dass in der Ursprache das Verb am Satzende stand (Subjekt-Objekt-Verb). Davon ausgehend konnte er weitere syntaktische Eigenschaften der Ursprache postulieren. Der Ansatz ist umstritten: Manche lehnen ihn ganz ab, andere sind vorsichtig wohlwollend.

## Zeittafel der Forschungsgeschichte
| Jahr             | Forscher                                               | Beitrag |
| ---------------- | ------------------------------------------------------ | --- |
| 1814             | Rasmus Christian Rask                                  | Führen detaillierte Vergleichsstudien verschiedener indogermanischer Sprachen durch |
| 1816             | Franz Bopp                                             | Führen detaillierte Vergleichsstudien verschiedener indogermanischer Sprachen durch |
| 1819             | Jacob Grimm                                            | Führen detaillierte Vergleichsstudien verschiedener indogermanischer Sprachen durch |
| 1833–1836        | August Friedrich Pott                                  | Begründet die indogermanische Etymologie |
| 1861             | August Schleicher                                      | Führt erste präzise Rekonstruktionen durch und begründet die Stammbaumtheorie; seine rekonstruierte Ursprache zeigt große Ähnlichkeiten mit dem Sanskrit                                             |
| 1876             | Hermann Osthoff                                        | Erschließt silbische Alveolare |
| 1876             | Karl Brugmann                                          | Erschließt silbische Nasale |
| 1876             | Karl Brugmann                                          | Nimmt sowohl stimmhafte als auch stimmlose Aspiraten und mehr Frikative an (stimmhaftes s sowie ð und þ, sowie deren aspirierte Versionen)                                                           |
| 1876             | Karl Brugmann                                          | Erarbeitet Grundlagen der Morphologie |
| 1877             | Karl Verner                                            | Formuliert das Vernersche Gesetz, d. h. den Einfluss des Wortakzents auf die lautgesetzliche Entwicklung bestimmter germanischer Verschlusslaute                                                     |
| 1878             | Ferdinand de Saussure                                  | Nimmt nicht mehr den a-Vokalismus des Sanskrit, sondern e-o-a als grundlegende Vokale der Ursprache an                                                                                               |
| 1878             | Ferdinand de Saussure                                  | Laryngale: Er schlägt zwei unbestimmte vokalartige Laute vor, die er „Koeffizienten“ (coefficients sonantiques) nennt                                                                                |
|                  |                                                        | Die Lehrmeinung nimmt in der Folge für die Koeffizienten zunächst einen einzigen Schwa-Laut an |
| 1880             | Hermann Möller                                         | Schlägt einen dritten Koeffizienten vor und nimmt eine laryngale Lautlichkeit für alle drei an |
| 1890             | Peter von Bradke                                       | Nimmt eine grundlegende Dialekteinteilung in Kentum- und Satem-Sprachen an. Die Annahme ist bis ins späte zwanzigste Jahrhundert (bis zur Entdeckung des Tocharischen) hinein anerkannte Lehrmeinung |
| 1893, 1897, 1900 | Berthold Delbrück                                      | Erstellt eine vergleichende Syntax der indogermanischen Sprachen |
| 1895, 1900       | Hermann Hirt                                           | Klärt wichtige Fragen des Akzents und des Ablauts |
| 1912             | Albert Cuny                                            | Beschreibt in einem Aufsatz bereits die wesentlichen Elemente der heutigen Laryngaltheorie |
| 1912             | Per Persson                                            | Führt die systematische Untersuchung der Suffixe durch |
| 1926, 1928       | Jacob Wackernagel                                      | Untersucht die Satzsyntax, insbesondere die Rolle der Enklitika |
| 1927             | Jerzy Kuryłowicz                                       | Identifiziert das hethitische ḫ mit dem zweiten Laryngal von Cuny |
| 1927–1932        | Alois Walde, Julius Pokorny                            | Führen bedeutende Forschungen im Bereich des Lexikons durch |
| 1973             | Tamas Gamqrelidse, Wjatscheslaw Wsewolodowitsch Iwanow | Schlagen die Glottalhypothese vor |
| 1974             | Winfred P. Lehmann                                     | Wendet sprachtypologische Methoden auf die Erforschung der Syntax an |
| bis 197x         |                                                        | Die Laryngaltheorie wird bis in die 1970er Jahre nicht von allen Forschern akzeptiert |
| 1975, 1976, 1998 | Helmut Rix, Karl Hoffmann                              | Erhellen das Tempus-, Modus- und Aspektsystem des Verbums |

## Beispieltexte

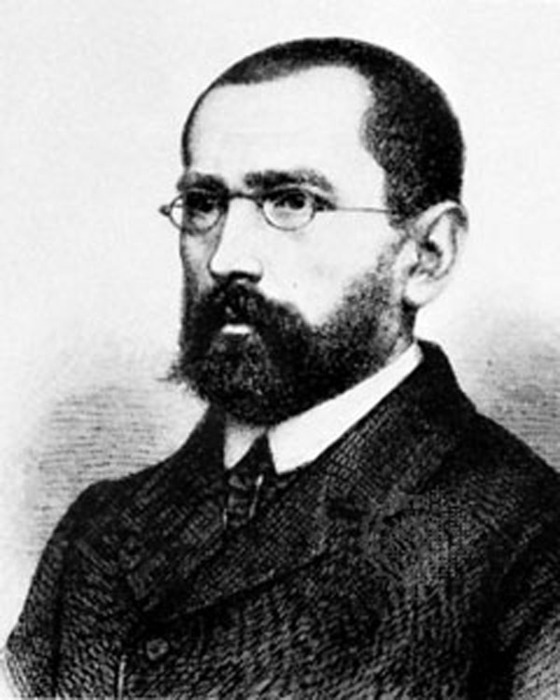
August Schleicher

Von der indogermanischen Ursprache – einer Rekonstruktion – sind keinerlei Texte überliefert, dennoch wurde versucht, Texte auf Urindogermanisch zu verfassen. Besonders prominent ist bis heute „Avis akvāsas ka“, eine von August Schleicher von 1868 konstruierte indogermanische Fabel (vgl. dort neuere Übertragungsversuche); gemäß dem Stand der Sprachwissenschaft wurde diese Fabel wiederholt an die jeweils aktuellen Hypothesen zum Aufbau der indogermanischen Ursprache angepasst. So wurde aus Schleichers „Avis akvasas ka“ in einer aktuelleren Version von 1979 „Owis eḱwōskʷe“; 2013 würde man vielleicht am ehesten „*h₃éw-i-s h₁ék̑-wo-es-kʷe“ sagen, in zukünftigen Jahren wieder anders. Die Rekonstruktion ganzer Texte gilt allerdings in der Sprachwissenschaft grundsätzlich als sehr spekulativ.
Für das Computerspiel Far Cry Primal wurden verschiedene konstruierte Versionen der indogermanischen Ursprache vertont.